# ベルサイユのばら
『ベルサイユのばら』は、池田理代子による漫画作品。通称「ベルばら」。フランス革命前から革命前期のベルサイユを舞台に、男装の麗人オスカルとフランス王妃マリー・アントワネットらの人生を描く、フィクション作品。フランス本国では『Rose de Versailles (la)』、英語圏では『Lady Oscar』のタイトルで訳されている。
この項目では、集英社のマーガレットコミックス第1巻から第10巻までを「本編」、第10巻の『外伝』を「黒衣」、第11巻以降の『新エピソード（エピソード編）』を「新」、実業之日本社の『外伝』を「外伝」、朝日新聞出版の『ベルばらKids』を「Kids」と記述する。

## 概要
1972年21号から1973年52号まで『週刊マーガレット』（集英社）にて連載。フランス・ブルボン朝後期、ルイ15世末期からフランス革命でのアントワネット処刑までを描いている。前半はオスカルとアントワネットの2人を中心に描き、中盤以降はオスカルを主人公として、フランス革命に至る悲劇を描いた。
宝塚歌劇団による舞台化の大成功が作品のヒットに拍車をかけ社会現象化。1970年代末には実写映画やテレビアニメなどが制作された。
オーストリアの作家・シュテファン・ツヴァイクの小説『マリー・アントワネット』に感銘を受けた池田が、同小説を（史実部分の多くは訳文から）参考にして描いた作品。作中で描かれたオスカルのフランス衛兵隊ベルサイユ常駐部隊長時代の軍服は、フランス革命期のものではなく、より豪華絢爛なナポレオン帝政期のものを基にしたとされている。
新書版・文庫版・愛蔵版など多くの単行本が発売され、現在は文庫刊行15周年記念の新装版が発売中。
2014年8月25日に集英社から40年ぶりに新エピソードの単行本が発売される。『新エピソード』ではアンドレ編を雑誌掲載時から15ページ加筆。更に2014年7月1日にマーガレットコミックス1 - 10巻を復刻発売した。
2013年12月時点で累計発行部数は2000万部を突破している。
2022年に50周年を迎えるにあたり、それを記念した展覧会「誕生50周年記念 ベルサイユのばら展 －ベルばらは永遠に－」を同年9月17日から11月20日まで東京・六本木ヒルズ森タワー52階の東京シティビュー（展望台）にて開催、同年11月30日から12月12日まで大阪・阪急うめだ本店で開催され、次年度2023年6月18日からは高知県立文学館で開催される。
2022年9月7日、誕生50周年を記念した完全新作の劇場アニメの制作が発表。2025年1月31日に公開された。

## あらすじ
1755年、ヨーロッパの3つの国に、やがてフランスのベルサイユで宿命的な出会いを待つことになる3人が生まれた。マリー・アントワネット、ハンス・アクセル・フォン・フェルゼン、そしてオスカル・フランソワ・ド・ジャルジェである。
1770年春。オーストリア帝国・ハプスブルク家の皇女マリー・アントワネットは14歳でフランスのブルボン家に嫁いできた。王太子妃を護衛する近衛士官オスカル・フランソワ・ド・ジャルジェは由緒ある将軍家の末娘でありながら、後継ぎとして剣も学問も修め、男として育てられる。異国の宮廷で孤独を深めるアントワネットはパリ・オペラ座の仮面舞踏会でスウェーデンの貴公子フェルゼン伯爵と知り合い、恋に落ちる。3人は共に18歳。運命の出会いの夜だった。
国王ルイ15世逝去により孫のルイ16世が即位。アントワネットはフランスの王妃となった。自己の栄達ばかりを願う人々に囲まれ、おしゃれで遊び好きな王妃の浪費ぶりは国家の財政難に拍車をかけてしまう。重税と貧困に喘ぐフランス民衆の非難の目は長年の敵対国であったオーストリアから嫁いだ王妃に向けられ、折からのフェルゼンとの不倫の噂は一層その憎悪を煽りたてた。そこには幾分かの憶測と国王の力を弱めようとする貴族の悪意を真に受けた誤解も含まれていたが、憎悪を膨らませる民衆の眼には王妃が元凶だとしか映らなかった。道ならぬ恋に苦しむ2人を見守るオスカルもまた秘めたる愛に耐えていたが、オスカルはそんな自身に身分ゆえに想いを口にすることすら出来ずに恋い焦がれるアンドレの想いに微塵も気づいていなかった。
宮廷中の貴婦人の憧れの的であるオスカルの初めての恋、王妃の恋人フェルゼンに対する片恋は叶うことはなかった。彼女の悲しみをそっと見守るオスカルの乳母の孫アンドレ・グランディエ。オスカルとは幼い時から兄弟以上に魂を寄せ合い、青春のすべてを分かち合って生きてきたアンドレ。いつしかアンドレはオスカルを深く愛するようになっていた。しかし、自身の普通の貴族令嬢としての幸福を諦めて男性として生きることと王妃だけを想うフェルゼンに対する片恋の苦悩しか見えないオスカルは、近すぎるアンドレの想いに気づくことが出来なかった。その頃、貴族の屋敷を襲う「黒い騎士」と名乗る盗賊を捕えたオスカルは、その男から民衆の不満の高まりを思い知らされる。それと相前後してコンティ大公妃の舞踏会で外国の伯爵夫人と称して自身と踊った貴婦人がオスカルだと気づいたフェルゼンと決別し、また、近すぎて視界にも入れずにいた不覚ゆえにアンドレの気も狂わんばかりの自身に対する恋心を知るのだった。
黒い騎士ベルナールの訴えでパリ民衆の悲惨な状態を知ったこともあり、オスカルは王宮守護の近衛隊を辞めて衛兵隊を志願した。貧困と貴族の間にすら存在する格差ゆえに荒んだ部下と格闘の末に心を開かせて部隊を掌握した頃、ジャルジェ将軍は結婚話を持ちかける。求婚者は財産目当ての堕落した貴族と思いきや、元部下のジェローデルだった。彼は最初からオスカルを女性として見つめていたのだと告げるジェローデルを突っぱねるオスカル、恐れていた身分の壁の向こうでオスカルが誰かのものになってしまうと動揺するアンドレ。「黒い騎士」騒動の頃より自身を人形扱いしていると父レニエに反発するようになったオスカルは縁談もその一つだと思い込むも実は娘に男性としての人生を強いたことを悔いる父の親心だと母に諭され、自身のものにならないのならと無理心中を図ったアンドレも自身の過失から死刑にされかけてオスカルに救われ、彼女を守るという誓いを思い出してオスカルの毒殺を思い留まる。それを察したオスカルはジェローデルの想いに応えられないと「アンドレが不幸になれば、私も不幸になる。」とアンドレを愛しているかは自身でも理解できないながらも求婚を断る理由を真摯に告げ、それに納得したジェローデルは愛する人の不幸は我が身の不幸と潔く身を引くのだった。
1789年5月5日。僧侶・貴族・平民からなる三部会が開かれた。国王・貴族と平民議員の対立は激化し、革命の色を帯びるのだった。7月13日、衛兵隊にパリ出動命令が下った。オスカルは暴徒に襲われた際に思わず「私のアンドレ」と口走って初めて長年影のように添い愛し続けてくれたアンドレを自身も愛していることを悟り、今度はオスカル自ら2人の愛を確かめにアンドレを訪れる。出動前夜、永遠の愛を誓い2人は結ばれた。
貧しさと王侯貴族の横暴に対する不満を爆発させた民衆の憎悪は革命にと繋がり、その焔は燎原の火のように全土に燃え広がる。オスカルと衛兵隊は民衆側につき、国王軍と戦う決心をする。激しい戦闘のさなか、アンドレが倒れた。そして1789年7月14日、バスティーユ陥落。民衆の勝利の歓声のなかでオスカルは静かに息絶えた。
革命軍は、ベルサイユから国王一家をパリに移し監禁した。幽閉された王妃アントワネットの元に駆けつけ、自身の気持ちを伝えるフェルゼン。アントワネットを愛するがゆえに国王一家の救出に奔走するフェルゼンだったが、運命の歯車を止めることは叶わず、ルイ16世に続きアントワネットもまた処刑された。失意の内に祖国スウェーデンに帰り着いたフェルゼンは1810年の自身の罪の日と呪うヴァレンヌ逃亡失敗の日に民衆によって惨殺されると共に物語は幕を下ろす。
革命の嵐の中で一瞬の生を悔いなく生きた恋人たちの物語。

## 登場人物
担当声優はテレビアニメ版 / 映画版 / webアニメ版 / 旧ドラマCD版 / 新ドラマCD版 / 2025年版の順。1人のみ記載の場合は、特別記載がなければテレビアニメ版のキャスト。 

### メインキャラクター
マリー・アントワネット
声 - 上田みゆき（兼映画版） / 雨宮天 / 井上喜久子 / 鈴木達央 / 平野綾
本作の主人公のひとり。オーストリアの女帝マリア・テレジアの皇女。ルイ16世の王妃。美しく誇り高く、人を惹き付ける天性の魅力を持つが、幼い頃から物事を深く考えることができず裏の事情を推察するということができない皇女として致命的な欠点を併せ持つ。オスカルを親友のように思い何でも打ち明け頼りにしている。王妃の公務や世継ぎ誕生を望む周囲の重圧から逃れようと自由で贅沢な生活を送り、フェルゼンとの仲をオスカルに諫められても彼女が女心を理解できていなかったこともあり、愛する以前に恋すらも知らずに嫁いだ政略結婚の苦しさを訴えた。その一方で、ポリニャック夫人だけでなく自身が好意を抱く相手を妄信する癖があり、デュ・バリー夫人との対立の件が個人的な感情ではなく国益を損なう事で、オーストリアの母マリア・テレジアの耳に入ったことには全然気づかずにカウニッツの訓令文を聞き流した際、メルシー伯がテレジアに報告したことに気づかずに不思議に思っていた。周囲を心配させるも王女誕生後は落ち着き、漸く本来の気高さに目覚めるも自身が民衆の言葉に最後まで目を向けずにいたため、また王家の人間は神より統治する使命を授かったという考え（王権神授説）に固執し、守るべき国民を神聖なる使命を汚す暴徒と看做して武力で潰そうとしたことも彼らの怒りの火に油を注ぎ牙を向けられてしまう。兄ルイ・ジョゼフのお見舞いに連れて行って欲しいとねだるルイ・シャルルやマリー・テレーズと共に2人の王弟プロヴァンス伯とアルトア伯の話を偶然立ち聞きしてしまい、ルイ・ジョゼフの死を待ち望み彼が死んでもシャルルがいるとしてもフェルゼンとの不義の子だとの陰口にその場を後にし「なぜ…わたくしにはただ一つの恋もゆるされないの…?」と部屋で泣き崩れていた。既に守るべき国民を敵だと考えていたが、平民だけでなく王侯貴族の中にも敵が潜んでいたことにショックを受けつつ我が子の正統性を守るべく戦うことを決意した。革命勃発後、ベルサイユから脱出しようとヴァレンヌ逃亡を企てるも革命軍に捕まってしまい、パリへ強制送還された直後、逃亡生活の恐怖で美しかったブロンドの髪が「老婆のような白髪」に変わってしまう。後に一家でテュイルリー宮殿からタンプル塔へ移され、コンシェルジュリー牢獄に投獄されたのち、断頭台で処刑された。
史実との比較
史実では2男2女の4子を授かるが、本作では1歳に満たずに夭逝した第2王女マリー・ソフィー・ベアトリスのことは描かれなかった。王侯貴族の中で長年敵対関係にあったオーストリア皇女がルイ16世の妃になったことに反発して憎悪を抱く者により悪評をビラという形でばら撒かれて民衆には浪費家の悪妻だと誤解されていたが、実際には王家が使える宮廷費は国家予算の約6%であり、自身が使える金額はその一部だった。プチ・トリアノンでの生活も外部の想像とは異なっていた。また有名な「パンがなければ」発言も別人の言葉だったが、彼女が発言したことだと思い込んだ民衆の思い違いで憎悪が深まった。
一方で「軽はずみで資質に欠ける王妃」という作中でのマイナス描写や現在も続くイメージは、母マリア・テレジアからの散々の苦言や滅びの預言、ヴァレンヌ事件での彼女の我儘を原因とする迷走と逮捕（作中ではここは触られてないが）など数々の史実的裏付けが存在している。
オーストリア皇女時代のドイツ語名は「マリア・アントーニア」だが、本作では読者の混乱を避けるために最初から「マリー・アントワネット」に統一されている。ジャルジェ夫妻のなれそめの話で名前の1つが父フランツ1世の故国の名であることが語られた。
オスカル・フランソワ・ド・ジャルジェ
声 - 田島令子（幼少期 - 鈴木れい子） / 戸田恵子 / 涼風真世 / 三咲レア / 森川智之 / 沢城みゆき
ジャルジェ将軍の娘。後継の男児を求める父親の期待に反して女児ばかり5人が生まれた後に生を受けるが、泣き声のあまりの元気の良さに、父レニエにより後継として育てられた男装の麗人。もう1人の主人公とも言える人物であり、中盤以降から彼女の視点を中心に物語は進んでいく。
女性ゆえに王太子妃付きの近衛士官に選ばれ、フランスとオーストリアの同盟が結ばれて輿入れしたアントワネットを護衛することになった。冷静沈着に見えて父親譲りの沸騰しやすい性格であり、黒い騎士事件の際はアンドレの髪を切って黒い騎士の偽者を演じることを彼に強制して好き勝手に飛び跳ねている髪とは違うと拒絶され、｢これでも毎朝苦労してセットしている。」と激怒しており、自身の髪は密かな悩みの種である。
最初からアントワネットに忠誠を誓い尽くしているように見えるが、アントワネットにサロンに誘われるも「女とはいえ武人としてフランスと王室を守ることが務め」と断った直後にデュ・バリー夫人との諍いを面白がって見物したりしていたりするなど、心の底からフランスと王室のために命を賭けていたわけではない。価値観が少々普通と異なっており、出世のために取り入ったり賄賂の授受をする貴族を堕落だと蔑む一方で、アントワネットが（ルイ15世の娘達であるアデライードら）3人の（義理の）叔母に唆され、フランスとオーストリアの同盟の決裂を招きかねない争いを繰り広げる様を見物するだけだった。母親が諍いに巻き込まれて渋々と未来のフランス王妃たるアントワネットを選び、彼女が嫁いで2年後、新春の挨拶でようやくデュ・バリー夫人へ声をかけた件では「王太子妃が娼婦に敗れた」と屈辱に震え泣き崩れる彼女の姿に誠心誠意仕えてゆくことを決意する。しかし、民衆の苦しみを目の当たりにして近衛隊を辞し、フランス衛兵隊に移った。その際、大貴族で苦労知らずの生い立ちゆえに見えなかった現実をアランらに突きつけられる。しばらくして、自身が労咳を患っていることに気づく。革命勃発を機に一市民として衛兵隊を率いて民衆側につき、参戦したバスティーユ襲撃で銃撃により、要塞の陥落を見届けて戦死した。アニメ版では陥落の1時間前に絶命。
原作・アニメ版双方においてフェルゼンに心奪われ、失恋後に強姦されかけるまでアンドレは完全に恋愛対象としては視界になかった。フェルゼンしか視界になかったため、幼い頃から友人として対等な関係を求めたアンドレがあまりに近すぎたことで自身の心に宿るアンドレに対する感情を見誤っていた。
激しやすい性情ゆえに「首飾り事件」の裁判では、ジャンヌのレズ発言で攻撃されカッとなって「ぶった斬ってやる」と剣を抜きかけ、傍聴席からジャンヌに反論しようとして裁判官に厳しく叱責される一幕を演じた。
なお、フェルゼンに対する初めての恋を断ち切るために生涯にただ一度だけドレスを纏い彼と踊ったが、カラーでピンクに見えるも影を付けるつもりで色を足しただけで作者の池田曰く「ウェディングドレスのつもりで着せた」ということで白いドレスである。オダリスク風のデザインになったのは、「ロココ様式のドレスが（オスカルには）似合わないから」とのこと。
アンドレ・グランディエ
声 - 志垣太郎（幼少期 - 野崎貴美子） / 水島裕 / FROGMAN / 三木眞一郎 / 鈴村健一 / 豊永利行
オスカルの従卒かつ幼馴染。ジャルジェ家の領地の村で育つが、父親はだいぶ前に死んだらしく母子家庭だった模様。母親が死んで唯一の肉親の祖母に引き取られたとのことである。身分の別なく育ったことでオスカルとはタメ口だが、分不相応の特別扱いを気にする祖母にたしなめられることが多い。身分違いの恋に苦しみ、ジェローデルの求婚によりオスカルが奪われると戦々恐々とする日々にのた打ち回り、大貴族であるジャルジェ家では単に貴族の身分を得ただけでは結婚は不可能だという現実が見えなくなる程に貴族の身分を欲した。しかし、貴族との結婚自体が許されない第三身分の平民ではあるが、歴代の王室守護を自負する大貴族の邸宅で何不自由なく育ったこともあり、貧困とは無縁で身分だけしか頭にないことで貴族でも平民より貧しい生活を余儀なくされるアランの怒りを買う。
黒い騎士との戦いで左眼を鞭で打たれ、医師から「指示があるまで包帯を外してはいけない」と言われていたにもかかわらず、病身の身でありながらパレ・ロワイヤルへと向かいオスカルを救出するも左眼を完全に失明し、残った右眼にその分の負担がかかったことで徐々にかすみがちになりオスカルを守るべく衛兵隊に入隊し、アランら隊員に「めっかち!」と罵声を浴びる。三部会あたりで完全に盲目になってしまい、失明の事実を祖母や恋敵アランに覚られる。三部会を巡る騒動でレニエに殺されかけたオスカルを救った際、愛していると告げられ相思相愛の仲になる。オスカルとともに革命で民衆側につき戦うが、オスカルを庇って戦死した。
当初はオスカルの伴侶を誰にするかは定まっておらず、候補としても設定されていなかったため、その他大勢の1人として描かれて地味だった。心はオスカル一筋だが、18歳の時にパレ・ロワイヤル界隈の娼婦と経験済み。
アニメ版では馬丁。序盤はルイ15世の死を前に居ても立っても居られないオスカルの心情が理解できないのかと声に出してジェローデルを蔑んでおり、従僕としての身分や立場を原作以上に顧みなくなっている。しかし、徐々に従僕としてわきまえた言動に変化する。恋人の時間が持てた原作とは異なり、オスカルと相思相愛になったのと夫婦の契りを交わしたのは衛兵隊B中隊に出動命令が下った直後であり、民衆の時間稼ぎの搖動として死闘を繰り広げた帰路、敵兵に見つかりオスカルが射殺するもその敵兵の撃った流れ弾に心臓を貫かれて死亡した。
ハンス・アクセル・フォン・フェルゼン
声 - 野沢那智、堀勝之祐（第6 - 8話） / 富山敬 / 杉田智和 / 家中宏 / 遊佐浩二 / 加藤和樹
スウェーデン貴族。4人の主人公の1人。容姿端麗で思慮深く知性的な青年。オスカルを親友として慕う。アントワネットを庇ってオスカルが負傷するまで彼女が女性だと知らなかった。長年彼女の自身に対する恋心に気づかなかったが、オスカルがフェルゼンへの恋慕を思い切るために素性を伏せて出席した夜会で踊ったことをきっかけに彼女の心情を知り、決別することになる。自身との醜聞に曝されるアントワネットのことを思い悩み、アメリカ独立戦争に身を投じて彼女のもとを去るが、帰国後は一層彼女の支えとなるべく努める。フランス革命が勃発すると家族の猛反対も同行したじいやの異国の実権を失った国王一家に尽くす必要はないとの反対をも振り切って、約束された母国での将来を捨てて革命の嵐が吹き荒れるフランスに向かった。ヴァレンヌ逃亡の際に全力で準備等をして国王一家を救おうとするが、結局はアントワネットを失う。
その後、故郷のスウェーデンに帰国してからは、アントワネットを失ったことによる失意が民衆への深い憎悪に変わって、心冷たい支配者に変貌してしまう。その憎しみを晴らすかのように民衆を容赦なく弾圧していったことで逆に民衆からの怒りと憎しみを買った末、1810年、遂に弾圧に耐えかねて暴徒と化した民衆の逆襲に遭い、虐殺された。
史実との比較
史実ではフェル「ゼ」ンではなくフェル「セ」ン。アウグステンブルク家（デンマーク王家オルデンブルク家の分家）のカール・アウグスト（スウェーデン国王カール13世に世継ぎが無かったため、スウェーデン王太子に指名された）が1810年に事故死した直後から、王位を狙ったフェルゼンによる暗殺だというデマが広がり、カール13世すら疑念を捨てきれずにいたため、同年6月20日に近衛連隊にすら見殺しにされた挙げ句に虐殺された。死後も衣服を剥ぎ取られるという辱めを受け、遺体は側溝に投げ捨てられて放置された。死後に潔白が証明され、同じ嫌疑をかけられた妹の手で弔われた。
ロザリー・ラ・モリエール／ロザリー・シャトレ
声 - 吉田理保子 / 三五美奈子（旧ドラマCD版） / 前野智昭（新ドラマCD版） / 早見沙織（2025年版）
オスカルがパリの下町で出会った娘であり、彼女を強く慕っている。後にオスカルにとっても実の妹以上の存在となった。母の敵を討つためベルサイユにやってきた彼女をオスカルが引き取り、ジャルジェ家で貴婦人としての教育を受けた。実はポリニャック夫人の生き別れの娘であり、育ての母を馬車で轢き殺したのが実の母であったことを知り懊悩する。「首飾り事件」の際、ポリニャック夫人の脅しにオスカルの身を案じてポリニャック家に去るも、ポリニャック夫人にとっては亡き妹シャルロットの身代わりでしかないことを悟り、下町に戻り暮らしていたところ、黒い騎士を追って負傷したオスカルと再会し、ジャルジェ家へ戻る。黒い騎士ことベルナールの看病をするうちに心通わせるようになり、回復したベルナールと共にジャルジェ家を去った。アントワネットが裁判のためにコンシェルジュリー牢獄に収監された際、彼女が処刑される当日まで身の回りの世話をしていた。原作ではアントワネット処刑の日にリボンを、アニメでは化粧紙で作ったバラを贈られ「このバラにオスカルの好きな色をつけて下さいな。」と頼まれた。
『栄光のナポレオン-エロイカ』でもオスカルに対する慕情は強く、一生分の片恋をオスカルに対して抱いたことで結婚はしないだろうアランを心配する夫ベルナールの目の前で「オスカル様はあたしのよー！」と叫んで呆れられた。お人好しは変わらず、生活は楽とは言えないのに同居人を置いたりした。しかし、その同居人は王党派を隠してフーシェに情報を流すスパイだったため、知らずに夫の仕事に深刻な妨害を与える原因になり、ナポレオン暗殺を実行するも失敗してベルナールと友人のアランを失い、亡命したスウェーデンでしばらくは寝込む程に衝撃を受けるが、ナポレオンに対する憎悪に囚われた息子フランソワに個人的憎悪を抱いてはいけないと諭し民主共和制の尊さを説くのだった。
史実との比較
モデルは、平民の靴職人の娘でコンシェルジュリーでアントワネットに仕えた文盲の女中「マリー・ロザリー・ドラモルリエール（Marie-Rosalie Delamorlière）」である。革命当時に教会や聖職者が弾圧された宗教事情ゆえに聖母マリアを想起させるファーストネーム「マリー」と貴族の姓の前に付く「ド」と同じ響きの「ドラモルリエール」の「ド」を隠して「ロザリー・ラモルリエール（Rosalie Lamorlière）」と名乗っていた。生涯独身だったが、一人娘がいた。後年、当時を振り返り手記を残した。アントワネットが処刑される日、彼女の髪を切り白いリボンを渡された。

### ジャルジェ家
レニエ・ド・ジャルジェ（fr）
声 - 内海賢二（兼映画版） / 藤城裕士（旧ドラマCD版） / 遠藤大智（新ドラマCD版） / 銀河万丈（2025年版）
オスカルの父。ジャルジェ伯爵家当主で、フランス王家に忠誠を捧げる将軍。後継となる男児を欲していたが、女児が最期まで続いて男の子のように元気の良い泣き声に末娘オスカルを後継として厳しく育てる。しかし、後年はその選択を父親として後悔していた。革命の激化によりオスカルの身を案じて結婚させようと考えていた矢先、ジェローデルの求婚を喜び広く花婿を募集した。しかし、結局は断念。オスカルが革命側に付いたのに対し、娘と共に革命側について戦ったアランに国内に留まるのは危険だと忠告されても最後まで王室に忠誠を尽くした。オスカルが民衆と共に歩むことを選んだように、王室に対する忠誠を貫くことが自身の選んだ道だと告げた。議場からの平民議員の排除を命じられたジェローデルら近衛連隊を阻止という反逆行為を犯したオスカルを成敗しようとした際、他の貴族が全員平民に与してもジャルジェ家は王室に不滅の忠誠を尽くすのだと告げた筋金入りの王党派である。物語終盤、国王一家に面会する為にティルリー宮へ忍び込もうとするフェルゼンの無謀を「殺されに行くようなものだ！」と諌めるもフェルゼンの覚悟を知り、またフェルゼンが亡くなった娘のオスカルを「生涯最高の友人」と言ってくれたことに感激して協力者となる。フェルゼンと共にアントワネットをコンシェルジュリー牢獄から脱出・逃亡させようとするもマリー・テレーズとルイ・シャルルを置いて自分自身だけが逃げれば母親として地獄の苦しみを味わい幸福にはなれないと拒否され、逆に国外に脱出するよう命じられた。青年時代、ルイ15世の密使として訪れたロレーヌ公国で灼熱の恋を経て妻ジョルジェットを娶った。意外にも激情家であり、当初は貧乏貴族の娘なぞをと許さなかった主君ルイ15世に背いてもジョルジェットを求めたほどだった。その激しさは末娘に受け継がれてしまう。
男児に恵まれずにオスカルを息子として育てるが、我が子を危険に晒したくないという親心はあり、大きな戦いもなく安泰な世の中で宮廷中が恋愛に明け暮れる近衛隊、アントワネット付きならば安全だろうと考えてのことだった。
身分ゆえにアンドレがオスカルを愛していることを知った時は貴族の婚姻は国王の許可が必要だと激怒するが、内心、アンドレを息子のように大切に思っている。オスカルを士官学校に入れた時も、近衛隊に入隊させた時も、オスカルが勝手にフランス衛兵隊に移った時も断じて末娘を単独で行動させることはなくアンドレに護衛を命じていた。オスカルを深く愛しているが、アンドレのことも息子のように慈しんでおり、ばあやの存在が重いがゆえにアンドレが死ねば生きてはいないばあやのことを計算に入れてのオスカルの命を救おうとしたアンドレの知能犯ぶりに呆れていた。
史実との比較
モデルは、王党派の軍人「フランソワ・オーギュスタン・オーギュスト・レーニエ・シュバリエ・ド・ジャルジェ（フランス語では正確に発音すると「ジャルジャイュ」）」である。マリー=アンヌ・ルイーズ・ブルセ・ド・ラ・セーニュ（Marie-Anne Louise Bourcet de la Saigne）と結婚して2人の子を儲けるが、妻は1786年に病死。その翌年、カンパン夫人と同じくアントワネットの部屋付き第一侍女を務める未亡人ルイーズ・ド・ラボルド（Louise Marguerite Émilie Henriette Quetpée de Laborde）と再婚した。史実では、コンシェルジュリー牢獄に救出作戦を告げにアントワネットに面会したのは別人だった。オスカルの父と同様に、王室に忠誠を誓い尽くした。
ジャルジェ伯夫人
声 - 菊池紘子 / 島本須美（2025年版）
オスカルの母。物静かで心優しい貴婦人。ファーストネームは「ジョルジェット」であり、ロレーヌ公国の貧乏ながらルイ13世の宮廷画家を務めたジョルジュ・ド・ラ・トゥールの曽孫であることが明かされるも旧姓は不明。
アントワネットの首席侍女になったことでデュ・バリー夫人の怒りを買い罠に嵌められるが、オスカルが現れたことで難を逃れた。フランス衛兵隊の部下と共に革命側に走った末娘オスカルが戦死したため、その悲しみから立ち直ることが出来ずに亡くなった。女性だと自覚しても父の意思に従って男性・軍人として生きるオスカルの心の拠り所であり、男性として生きろと命じながら結婚をと言い出した父親に反発するオスカルに嵐に飛び込もうとする愛娘を温かな家庭を持たせて女性としての幸福を与えたいとの親心を説き、後継の男児に恵まれずにオスカルに男性としての人生を強いたことを夫が後悔していることを告げた。
ばあや
声 - 京田尚子 / 梨羽由紀子 / 間島淳司（新ドラマCD版） / 田中真弓（2025年版）
オスカルの乳母。アンドレの母方の祖母で本名は「マロン・グラッセ・モンブラン」だが、オスカルの肖像画を描いた画家がプロポーズしようとした際に呼んだ以外は呼ばれることは無かった。口やかましく心配性だが、心からオスカルを愛している。主人であるジャルジェ将軍が、オスカルを男として育てる方針に真っ先に反対した。そのため、ポリニャック伯夫人の刺客に襲われてオスカルが重傷を負った際、ジャルジェ将軍を睨みつけて非難するも泣き出し、慌てたジャルジェ将軍に酒でも飲もうと宥められ台所に連れて行かれた。
ジェローデルがオスカルにプロポーズしてジャルジェ将軍が乗り気だった結婚騒動の際、原作とアニメ版では反応が異なっており、原作では今更とオスカルに齎された縁談を嫌がり、アニメ版では大切なお嬢様に女性としての幸福が訪れたと喜んでいた。また、ジェローデルを迎えての晩餐会の準備中、オスカルを殺して自殺しようとして仕事をさぼったアンドレに文句を並べつつ「可哀想に、馬鹿な子だよ。」と呟き孫がお嬢様に恋心を抱いていることを察しており、その直後、アンドレの失明にも気づく。フランス革命直前、病に倒れた。オスカルとアンドレの造反と戦死の報に沈むジャルジェ家に画家の先生（後述）がプロポーズしようと訪れるが、既に息を引き取っていた。画家を愛していたか否かは特に描写は無かった。
オスカルに何かあれば本人の自業自得でもアンドレにヤキを入れるが、唯一残された肉親である孫息子を深く愛しており、アンドレが死ねば生きてはいない。オスカルが謀反人としてジャルジェ将軍に成敗されかけた際にアンドレが彼女の代わりに自分自身を殺して欲しいとオスカルの命乞いをするが、アンドレを殺せば祖母が生きてはいない程に愛していることを熟知してこその捨て身の作戦だと察していたジャルジェ将軍は苦笑した。事実、アンドレとオスカルが相次いで戦死した直後、画家がプロポーズに訪れた際、既に息絶えて眠るように横たわっていた。アニメでは、画家との喧嘩も恋愛模様も無かったことに変更された。
コミックス第11巻に収録されたエピソード1ではオスカルとアンドレの戦死後、アンドレが貰ったリボンを元の持ち主の幼馴染クリスティーヌに返しに行った。本編でオスカル戦死直後に亡くなったとしか映らない描写だったが、実は病死するまでに数日の間があったという設定だった。しかし、非常にわかりにくかったため、読者の混乱を招いた。
ラソンヌ先生（fr）
声 - 飯塚昭三
ジャルジェ家の主治医。アニメ版のオリジナル・キャラ。代々医師をしてジャルジェ家の世話になっている世襲医。「医師」という役名で第8話では落馬したオスカルの、第18話ではポリニャック一味に襲撃されたオスカルの診療にあたっている。個人名初出ではアンドレの眼の治療やオスカルの胸の病の診療にあたる。オスカルが3歳の時に熱を出した時検診に与ったとオスカルの診察時に回顧しており、それが真実（余命）を彼女に宣告するきっかけとなった。失明するのは時間の問題だということをアンドレは隠していたが、口止めはしていなかったのでオスカルに知られてしまう。

### 王家の人々
ルイ16世
声 - 安原義人 / 井上和彦 / FROGMAN / 桜井敏治 / 落合福嗣（2025年版）
フランス国王。アントワネットの夫。祖父ルイ15世の崩御により即位。趣味は読書と鍛冶と狩猟。小太りでおとなしく優柔不断だが、真面目で家庭的な優しい性格で、国民からも慕われていた。しかし、ヴァレンヌ事件をきっかけに国民の信頼を失って処刑される。タンプル塔へ移される直前、フェルゼンから再び逃亡計画を持ちかけられるものの、国民はおろか国外へ逃亡した貴族達からも見放された事から、「もはや私は 世界中から見捨てられてしまった…」とつぶやいていた。
あまりにも美しくて魅力的な妻に愛していると告げることは出来ず、王妃としての義務を果たした彼女がフェルゼンと恋仲になっても責めることなど出来ないと痛む心を隠し、アントワネットが「フェルゼンに帰国命令を出しましょう」と告げるも彼の人柄を知っていたので思い留まらせた。
史実との比較
本作の参考となったツヴァイクの小説『マリー・アントワネット』では背が低く小太りとなっているが、史実では長身で筋肉質であり、当時としては思い切った政策を打ち出そうとするくらいには果断な面があった。一方で反対勢力を押し切るほどの決断力や実行力が鈍かったため、作中描写のような優柔不断さや八方美人な誹りも間違っているとは言い難い。アントワネットとの間に王子・王女が誕生するまで7年の歳月が経ったのは、結婚当時は未成熟の子供であったためであり、不能で包茎手術を受けたという事実は無い。
ルイ15世
声 - 勝田久 / FROGMAN（webアニメ版） / 最上嗣生（新ドラマCD版） / 大塚芳忠（2025年版）
フランス国王。ルイ16世の祖父。享楽的で国民のことは省みず、宮殿で贅沢な毎日を送っている。愛らしいアントワネットが孫嫁となり満足するが、彼女と愛妾デュ・バリー夫人の対立に頭を痛める。後に天然痘を患い崩御する。深夜、埋葬のためにサン・ドニ教会に棺が運ばれたが、その棺を守るのはオスカルを含めた近衛兵40名と小姓36名だけだった。度重なる戦争につぎ込んだ軍事費が原因で財政は逼迫しており、その負の遺産を国もろとも引き継いだアントワネットに憎悪の矛先が向く原因の1人である。
アデライード内親王、ヴィクトワール内親王、ソフィー内親王
声 - 近藤多佳子（アデライード）、木村有里（ヴィクトワール）、本山可久子（ソフィー）
順にルイ15世の4女、5女、6女。ルイ16世の叔母でもある。
フランスとオーストリアの同盟の破綻による戦争の危機より、自分達のデュ・バリー伯夫人に対する憎悪を優先させて宮廷内に不和を引き起こし、その騒動にアントワネットを巻き込んだ。娼婦で父ルイ15世の愛妾デュ・バリー伯夫人を毛嫌いし、アントワネットにデュ・バリー伯夫人を無視するよう唆す。オスカル曰く「オールドミスの叔母君たち」。舞踏会でアントワネットがデュ・バリー伯夫人に声をかけようとするのを阻止するため、アデライードが寸前でアントワネットを連れ出した。ルイ15世の死去により、王女としての栄光は終わった。
オルレアン公フィリップ
声 - 市川治（第2話 - 第24話）→仁内建之（第27話）
フランス王族の一人で、フルネームは「ルイ・フィリップ・ジョセフ・ド・オルレアン」。
居城のパレ・ロワイヤルを平民の文化人たちに解放しており、黒い騎士の根城にもなっていた。
1回きりしか出番のなかった原作とは異なり、アニメ版ではアントワネットのフランス入り阻止を企むなど、王位を狙って様々な策謀を巡らせ、そのために最も邪魔なオスカルを排除しようと暗躍する。初期は露骨に野心剥き出しで高圧的な命令口調だったが、黒い騎士事件の折は物静かな紳士的な丁寧口調で巨悪らしさを醸し出していた。
続編『栄光のナポレオン-エロイカ』の中盤で甥のアンギアン公が登場するが、冤罪事件で処刑されてしまう。
史実との比較
史実では、王妃マリー・アントワネットを盛んに中傷し、その政敵であったことでも知られており、王位を狙ってイメージ戦略でアントワネットの評判を悪くし、「首飾り事件」を攻撃材料として利用した。王政復古を狙うデュムーリエ将軍によるオルレアン公擁立の陰謀が破綻し、ルイ14世の庶系のパンティエーヴル公爵ルイ・ジャン・マリーの娘ルイーズ・マリーとの間に生を受けた嫡男ルイ・フィリップが革命政府に叛旗を翻したデュムーリエと共にオーストリア軍に投降したため、ジロンド派によって共和制転覆の嫌疑をかけられ、財産没収の上に逮捕された。無実を訴えるも有罪とされ、ルイ16世が処刑された同じ年の1793年11月6日の夕刻、断頭台の露と消えた。自身が王位に就くことはなかったが、嫡男ルイ・フィリップが国民の怒りを買って英国に追放されるまで七月王政のルイ・フィリップ1世として王位に就く。
アルトア伯
声 - 沢井正延
ルイ16世の末弟。原作ではルイ・ジョゼフがまだムードン城で静養して存命中の頃から、早く死ねばいいと言い放っており、甥に対する情愛の欠片も見当たらない。
プロヴァンス伯
ルイ16世の次弟。原作のみの登場で、作中では「ロシアに亡命した王弟殿下」と言われる人。
「第2王子ルイ・シャルルはフェルゼンとの間の不義の子に違いない」と弟のアルトア伯と一緒に陰口を叩き合った。
エリザベス内親王
ルイ16世の妹。原作のみ登場。アントワネットの輿入れ直後、ノアイユ伯夫人がフランス宮廷のしきたりを説明した際に名前と姿が出ただけであり、兄夫婦のそばにいても作中で殆ど描かれることはなかった。革命の嵐が吹き荒れる中、ヴァレンヌ逃亡で突如登場してルイ16世処刑まで描かれた。王弟でありながら敬愛する長兄を見捨てて亡命したばかりか各国にフランスへの攻撃を唆した次兄のプロヴァンス伯と三兄のアルトア伯を憎悪し絶叫してアントワネットに王家の誇りを忘れないでと諭された。
史実との比較
史実上の名は「エリザベート・フィリッピーヌ・ド・フランス」。長兄と次兄の夭逝により長子となった3番目の兄ルイ・オーギュスト（ルイ16世）に常に忠実であり、「天上のプリンセス」と呼ばれた人格者の誉れも高い女性。縁談を断り、国王である兄のそばに留まった。革命勃発後も兄国王一家と行動を共にする。処刑直前のアントワネットが手紙を送ろうとした相手である。アントワネットの死を知らないまま、自身もまたギロチンの露と消えた。
コミックス第11巻に収録されたエピソード3で、姪であるマリー・テレーズが捕虜交換によりオーストリアに引き取られる前年、兄夫婦の刑死の翌年に処刑されたことが語られた。その回想の中でマリー・テレーズは「エリザベート叔母さま」と呼んでおり、史実通りの名前に変更されている。
マリー・テレーズ
声 - 菅谷政子 / 田中美海（2025年版）
フランス王女。アントワネットの長女。長年、子に恵まれなかったルイ16世とアントワネットの待望の第1子。
史実との比較
史実では2男2女の4人のうち、夭折した妹マリー・ソフィー・ベアトリスを除く3人の中で唯一革命後まで生き残るが、革命の悲劇により女性としての魅力を欠如した大柄で赤ら顔の厳格な女性に成長し、流転の人生を送った。1799年、アルトア伯シャルル（復古王政のブルボン朝最後のフランス国王シャルル10世）の長男アングレーム公ルイ・アントワーヌと結婚し、相思相愛の夫婦だったが子供は出来なかったため、彼女の死によりルイ16世とアントワネットの血統は絶えてしまう。
ルイ・ジョゼフ
声 - 松尾佳子 / 徳井青空（2025年版）
王太子（モンセニュール）（ドーファン）。アントワネットの長男。病弱だが聡明な少年で、オスカルに憧れている。脊椎カリエスのため僅か7歳で死去。亡くなる直前、オスカルと遠駆けに行った先でオスカルに愛を告白し、キスしていた。葬儀の際、財務大臣が「国庫は空っぽで葬儀費用が無い」と打ち明け、ルイ16世は銀の食器を売り払って葬儀費用を捻出したが、もはや王室には一国の王太子である彼の葬式を出す費用すらなく「これまでの贅沢の報いだというの!?」とアントワネットは愕然とする。
史実との比較
史実では数名の乳母の1人であるジュヌヴィエーヴ・ポワトリンヌから「結核」を移されてしまう。その後、結核菌が血管に入り込んで血流により運ばれて脊椎に転移したため、三部会会期中に「脊椎カリエス」により8歳の誕生日を迎えることなく7歳の半ばで死亡した。
ルイ・シャルル
声 - 三田ゆう子
アントワネットの次男。ノルマンディー公。兄の死後、王太子となる。父王の処刑後、アントワネットと引き離される。作中では市民と陽気に歌ったり楽しそうに笑いながら母や姉のことを忘れていってしまう。
史実との比較
史実では劣悪な環境に置かれて矯激派のエベールにより後見人兼教育係として指名された文盲の靴屋アントワーヌ・シモンに「再教育」という名目で虐待され、わずか10歳で不幸な死を遂げた。
マリア・テレジア
声 - 北村昌子 / 上野アサ（webアニメ版）
アントワネットの母。オーストリア女帝。フランスとの戦争終結のために末娘のアントワネットをフランス王太子妃として送り出すが、彼女の性情を熟知していたので取り返しのつかない過ちを犯したのではと別れ際まで内心迷いを捨てきれなかった。アントワネットの未来を案じており、彼女が次第に贅沢三昧の日々を送るようになった挙げ句、小トリアノン宮に取り巻きだけを連れて閉じこもったことを知ったショックで病に倒れ、長男のヨーゼフ皇帝（声 - 松岡文雄）や臣下の見守る中で亡くなった。原作では寝込んだ末に、アニメ版ではいつもの女帝としての装いで玉座に坐して亡くなった。
史実との比較
作中では子供全員にとって愛情深き母親だったかのように描かれているが、外交に貢献できないと判断した病弱な次女マリア・アンナには愛情を抱けず酷薄だった。その一方で、4女マリア・クリスティーナを偏愛して恋愛結婚を反対していた夫フランツの死後、彼女にだけは恋愛結婚を許した。作中にある通りに死の間際までアントワネットを案じていた。

### 貴族
ポリニャック伯夫人
声 - 武藤礼子 / 羽多野渉（新ドラマCD版）
ジュール・ド・ポリニャック伯爵の妻。アントワネットから寵愛されている貴婦人。ファーストネーム「マルティーヌ・ガブリエル」を長らく明かされなかったが、アンドレが調べていてロザリーの実母だと判明した。婚家は宮廷への出入りは認められていたが、多額の借金を抱えて貧しかった為、王妃に言葉巧みに親族の昇進をねだったり、賭博を勧めて大金を巻き上げたりと優しげな外見に反してその本性は強欲な野心家。邪魔者であるオスカルの殺害も何度か図っている。舞踏会で再会した時はロザリーが少女時代にサン・レミー男爵に孕まされて産んだ我が子だとは気づかなかったが、後に娘だと知り自身が馬車で轢き殺した女性こそ、ロザリーを引き取り育ててくれた恩人ニコールであったことを悟った時はニコールとロザリーに対する冷酷な所業を悔いていた。
シャルロットの死後、ジャンヌが起こした「首飾り事件」でロザリーを脅してポリニャック家へ引き取るが、徐々にアントワネットの寵愛を失うと危機感を抱き、ロザリーを好色な高位貴族のド・ギーシュ公の元へ嫁がせようとし、愛想をつかしたロザリーに出て行かれてしまう。フランス革命が本格化してきた頃、一族でフランスから亡命した。
アニメ版では、ロザリーを出産した15歳当時は「マルティーヌ・ガブリエル」だったが、結婚後にファーストネームを「シャロン」に変更。ロザリーの父、そしてニコールとの繋がりも明言されていない。
シャルロット・ド・ポリニャック
声 - 小宮和枝
ポリニャック伯夫人の娘。11歳。ロザリーの異父妹。貧しかった時には母の用意したドレスに目を輝かせていたが、母の権力を背景に、舞踏会などで高飛車な態度で振舞った事もある。オスカルに想いを寄せており、母の決めたド・ギーシュ公爵の不気味なまでの好色な雰囲気に怯え、その結婚を嫌悪して「今度産まれてくる時は貴族じゃない家の子になるわ」と思いつつ投身自殺する。アニメ版ではド・ギーシュ公爵に不気味な目つきで言い寄られ、強引に手にキスをされたことで嫌悪と恐怖のあまりに発狂。狂気の衝動のままに塔に登り、そのまま投身自殺した。
原作では、当初ロザリーを見下していたが、後に結婚の事で落ち込む自分を慰めてくれたことで「姉のようだ」と親しみを感じるも最期まで実の姉妹だと知ることはなかった。アニメ版では数回言葉を交わしただけで、和解することはなかった。
原作では登場はしないが弟妹がいる。物語前半で、「ポリニャック伯夫人が出産のため宮廷を下がっている」（オスカル談）と言う場面がある。
史実との比較
史実ではポリニャック伯夫人の長女は12歳で、13歳年上の「実在のド・ギーシュ公爵（fr）」に嫁いでいる。
ド・ギーシュ公爵
声 - 石田太郎
フランス大貴族の一人で、フルネームは「ローラン・ド・ギーシュ」。
会計検査庁長官を務め、国王の信頼も厚い。ボナージュ地方のほぼ全域を領有している。43歳。
若い娘が好みでポリニャック伯夫人から提示されたシャルロットとの結婚に乗り気でいた。シャルロットの自殺後は彼女の姉、ロザリーとの結婚を心待ちにしていたが逃げられる。
本人が登場するのはアニメ版のみで、原作では名前のみの登場。
ド・ギーシュ公爵自体は実在の人物だが、本作に登場するのは全くの別人。
ド・ゲネメ公爵
声 - 寺島幹夫 / 高木渉（2025年版）
フランス大貴族の一人で、フルネームは「アンリ・サルバドール・ド・ゲメネ」。
オルレアン公の派閥で、王族限定の晩餐会にも列席するほどの地位を有する。
尊大さと高慢さを見事なまでに体現した男で、身分の低い者を虫けら呼ばわりし、笑いながら騙し討ちをする冷酷非道な卑劣漢。
ピエール坊やを背後から嘲笑しながら銃殺した件を国王夫妻との晩餐会でオスカルから暴露され、あわや決闘寸前になるが、アントワネットに止められ、内心では安堵していた。
アニメ版では暴露されたことに激昂し、さらには「思い上がりはどちらだ。公爵なら何をしても許されるというのか？　それでもあなたは貴族か」と直言されたことで、怒りのままに手袋でオスカルの頬を叩いて決闘が決まってしまう。そこで、かねてからオスカルの抹殺を企んでいたオルレアン公と結託し、後日の夜明け前に決闘を仕掛けた上で不利な条件に持ち込んでオスカルを射殺しようとした。しかし、あと一歩のところで予測より早く日が昇ってしまったため、オスカルに目論見を悟られて銃弾をピストルで防がれた揚句、逆に持ち手だった右手を撃ち抜かれた。
ピストルの腕前は非常に高く、本編の前年に行なわれたフランスでの射撃大会で二位の成績を取ったほど。
ちなみにアニメ版では「ゲメネ公爵」または「ゲメネ公」と呼ばれることがあった。
史実との比較
ド・ゲメネ公という人物は実在するが、人物造形は『二都物語』のエブレモンド侯爵がモデル。
ド・ローネー侯爵
声 - 徳丸完 / 仲木隆司（旧ドラマCD版） / 近藤浩徳（2025年版）
7月14日当時、バスティーユ牢獄の指揮・警備をしていた。
牢獄内の大砲をパリ中心部へと向け、市民との対決姿勢を表した。オスカル率いる衛兵隊と戦闘を続けるも、衛兵隊と市民の圧倒的な戦力に押され、降伏の白旗を掲げる。その後パリ市長フレッセルと共に処刑され、首は落とされてパリ市中で晒される。
ノアイユ伯夫人（en）
声 - 宗形智子 / 大原崇（新ドラマCD版）
フランス王室に嫁いだアントワネットの教育係。アントワネットからは「エチケット夫人」と呼ばれたこともある。やや口やかましい面があるが、アントワネットを心から心配している。ほぼ全ての貴婦人達を網羅しているため、オスカルやアンドレからも頼られる時がある。詳細は不明だが、途中から登場しなくなる。
メルシー伯
声 - 村越伊知郎 / 鈴木千尋（新ドラマCD版）
アントワネットを心配したマリア・テレジアが派遣した駐仏オーストリア大使。アントワネットの教育係でもある。耳の痛い小言ばかり言うが、アントワネットを心配してのことであり、真の忠誠心をもって仕えている。アントワネットに対し、母マリア・テレジアの死に対してお悔やみの手紙を書くように話す場面を最後に姿が見えなくなるが、首飾り事件直後、フェルゼンがアントワネットに「メルシー伯の元へお戻り下さい」と忠告したり、革命勃発直前にマリー・テレーズが「メルシー伯が怖い顔をしている」と訴えていることから、実は周囲にいる様子が窺えた。革命発生後にベルギーに亡命する。
カウニッツ
声 - 田中康郎
オーストリアの総理大臣。ヨーロッパの平和のためにアントワネットのフランスへの輿入れを提案した。女帝の意を挺し、フランス宮廷の公式寵姫であるデュバリー夫人に対する態度を改めるようアントワネットに訓令を出した。アントワネットが呼んだ渾名は「カウニッツのがりがりじじぃ」。
ソフィア・フォン・フェルゼン（en）
フェルゼンの妹。原作のみ登場。オスカルに魅了されるが、兄に「あの方は長生きできないタイプだ」と印象を漏らす。新エピソードではジェローデルと同志的な感情を共有し、オスカルが生涯に1度だけ女性としてドレスを纏ってフェルゼンと踊った際、その貴婦人がオスカルだと見破った。
カロンヌ
ネッケルの後任の大蔵大臣。財政が危うくなったので貴族からも税金をと提案するが、激怒した貴族議会によって全会一致で罷免された。この腹いせに王室の財政赤字を書類にまとめ、彼が街頭演説する形で市井に暴露した。この行動がバスティーユ襲撃の引き金となる。
ロメニー・ド・ブリエンヌ
大蔵大臣。財政困難と破産を回避すべく倹約政策により宮廷に勤めていた小姓・給仕係・僕童・衛兵・軽騎兵を免職・解雇させたが、歴代の国王と貴族の浪費と贅沢により積み重ねた赤字は小手先の政策では埋めることの不可能なものになっていた。
リアンクール公（en）
声 - 小室正幸（旧ドラマCD版）
ルイ16世の側近。公爵。原作のみ登場。深夜にベルサイユ宮へと現れ、兵士の制止を振り切りルイ16世の寝所へ行きバスティーユ襲撃を報告する時、暴動かと訝る国王に「いいえ陛下、革命にございます…！」と言上した。
フルネームは「フランソワ・アレクサンドル・フレデリク・ド・ラ・ロシュフーコー=リアンクール」。フランス有数の名門貴族リアンクール家の当主デスティザック公フランソワ・アルマン・ド・ラ・ロシュフコーの嫡男として生を受けた。1783年、亡くなった父の官職を継承して国王ルイ16世に取り立てられて側近の1人になり、「王室衣裳寮長官」に就任したがゆえに国王の寝室に入る資格を与えられ、就寝中のルイ16世の元に馳せ参じてバスティーユ襲撃を報告した。
フェルゼンの父
フェルゼン家の当主。スウェーデンの陸軍元帥にして王室顧問官を務める。長男であるハンス・アクセルを修業に出した当時とは異なり、革命の嵐のただ中に飛び込むも同然の長男のフランス行きに猛反対するが、それがハンスに届くことはなかった。
ロングショットながら姿が1コマだけ描かれた。
ファビアン・フォン・フェルゼン
フェルゼンの弟。フェルゼンが家族の反対を押し切って革命の動乱に揺れるフランスを赴いた際、死を覚悟していた兄からフェルゼン家を託された。アニメ版ではソフィアばかりではなく、スウェーデンから革命の動乱に揺れるフランスを目指そうとするフェルゼンを止めた家族の姿は描かれなかった。
トゥルゼル夫人
兄の死後に王太子になったアントワネットの次男ルイ・シャルルの教育係である女官。ポリニャック夫人がアントワネットら王家を見捨てて亡命したため、新たに王太子の教育係に任命された。ヴァレンヌ逃亡にも同行した。原作のみの登場。
ラ・ファイエット侯
声 - 千田光男
物語後半、三部会で平民議員が議場から排除されそうになる場面で登場。ロベスピエールたちを庇い、議場（fr、球戯場の誓いも参照）に向かって来る近衛兵を立ち退かせようと、他の青年貴族達と共に近衛兵の前に立ちはだかった。
フランス革命が本格化した頃、バスティーユ牢獄陥落で武装した平民達を正式に兵隊として採用。その後、国民衛兵司令官として革命派に付くが、その後の政争などを経て将軍職を辞任。
ドルーブレゼ侯（fr）
三部会の進行役である儀典長（fr）を務める。議場入口で点呼をとりながら議員たちを入場させる中、故意に平民議員を正面から入場させず、彼らに裏口から入場するよう示唆、治安を与るオスカルやロベスピエールたち平民議員と対峙する。
オノレ・ガブリエル・ド・ミラボー伯爵
声 - 緒方賢一
第1巻から登場。オスカル曰く「酒や女に溺れていた、放蕩児」だったが、後に革命派となり三部会ではプロバンス州の平民議員として当選しロベスピエールを支持した。フランス革命が本格化した1791年4月、密かに革命を裏切りフランス王室側についていたが、急死した。
ディアンヌ・ド・ソワソン
声 - 岡本茉莉 / 武内健（新ドラマCD版）
アランの妹。愛らしく清楚で、衛兵隊のアイドル。元は「ディオンヌ」だった。以前、オスカルが着任する前の隊長に司令官室へ無理矢理引っ張り込まれ乱暴されそうになったが、兄アランが顎を砕いて返り討ちにした。そのため、アランは少尉→兵卒に降格処分になった。
名ばかりの貴族ということと貧しさ、平民の裕福な娘に心変わりした婚約者に捨てられ、首を吊る。原作では肉体は腐敗して白骨化しつつある姿が描かれたが、アニメでは血の気が失せた状態で姿は可愛らしいままだった。エピソード4「アラン編」でアランは元婚約者を射殺しようとしたのを断念した際、兄の心の中で助けてくれたことに感謝していた。
ジョゼフィーヌ
ジャルジェ将軍の開催したオスカルの夫候補を募る舞踏会で、反発するオスカルが誘惑して踊った黒髪の女性。彼女の5人の姉の1人と同名。

### 軍関係者
アラン・ド・ソワソン
声 - キートン山田（兼映画版） / 子安武人（旧ドラマCD版） / 中井和哉（新ドラマCD版）/ 武内駿輔（2025年版）
フランス第一連隊ことフランス衛兵隊ベルサイユ常駐B中隊の班長。男尊女卑の塊で、妹を守るためとはいえ先代の隊長を殴って降格されて規則により元の階級には戻れず、自暴自棄となって反抗を繰り返す。紆余曲折の末に、オスカルに一生分の片想いと上官としての敬愛を抱く。剣の腕ではオスカルと互角。バスティーユ襲撃の際にオスカルを庇って肩に銃撃を受けた。アニメ版ではアンドレの飲み友達として登場し、同年代の友人としてアンドレを支えた。バスティーユ襲撃の後、海辺の郷里に戻り農夫になって畑を耕しながら母と妹の墓を守っている。劇的な描写が好きな原作者はこの農夫アランの後日譚を人づてに聞いて驚いたが、『栄光のナポレオン-エロイカ』にも登場させることはだいぶ前から決めており、ベルナールと共にナポレオン暗殺に失敗して射殺された。『ベルばら』本編がもっと続いていたら、衛兵隊の中で唯一の生き残りとし、隻腕の将軍とする予定だった。
ヴィクトール・クレマン・ド・ジェローデル / フローリアン・ド・ジェローデル
声 - 三景啓司 / 岸尾だいすけ（新ドラマCD版）/ 江口拓也（2025年版）
近衛隊でのオスカルの副官。ジェローデル伯爵家の次男。アニメ版では第1話から登場していた。階級は大尉→少佐→大佐。
オスカルがフランス衛兵隊に去った後、彼女の推挙により近衛連隊長を拝命。後日、オスカルが去ったことで初めて彼女を女性として見ることしか出来ず、愛していることに気づいてジャルジェ将軍にオスカルとの結婚を願い出た。しかし、アンドレが不幸になれば自身もまた不幸になると語ったオスカルの心情を聞かされて納得し「貴方が不幸になるなら自身もまた不幸になる。」と告げて潔く身を引く。自身の容姿や家柄に自信を持ち気障な男性だが、オスカルの女性としての密かな葛藤をも見抜いている。洗練された貴公子であり、身分・家柄も良くオスカルの夫候補に相応しいものだった。アニメ版ではそれらは一切削除され、ジャルジェ将軍に婚活舞踏会での顛末を告げて縁談は終わっている。生前のオスカルを見たのは原作・アニメ共に、平民議員排除を彼女に従って背き、撤退したのが最後でこれが今生の別れとなった。
新エピソードが収録された『ベルサイユのばら』第11巻では第3巻の初登場時のジェローデルが再び掲載されているが、その他大勢の一隊長として登場しているので編集者から「新エピソードでここまで出世するとは作者や誰もが予想できなかっただろう」と述べている。
元々は名前が無く、「ヴィクトール・クレマン」とはアニメで命名されたものであり、新エピソードでは「フローリアン・F」という名が設定された。
ブイエ将軍
声 - 飯塚昭三→増岡弘 / 荻野晴郎（新ドラマCD版） / 大塚明夫（2025年版）
王党派軍人。陸軍参謀総長→陸軍総司令官。貴族としての階級は侯爵。フランス衛兵隊異動後のオスカルの上司。原作ではジャルジェ将軍とは仲が悪い。アニメ版では古い友人であり第一話から同僚として登場しており、オスカルの結婚話の時には彼女のために盛大に舞踏会を開く程の仲だった。三部会議場でのオスカルの大逆によりジャルジェ将軍を庇いきれなくなる。オスカルに平民議員や市民への発砲を命じる。
原作と史実ではヴァレンヌ事件にあっては国王一家救出に失敗した。フェルゼンの危惧を一笑に付すも的中してしまい、最初の場所で民家に近い場所に兵士を配置して不審がられて撤退を余儀なくされ、次では待ちくたびれた兵士が酔っぱらって騒ぎを起こした上で国王一家は来ないと勝手に決めつけて去ってしまう。更には、連絡将校として2人の息子が国王一行の元に赴いたが、権限が無いにもかかわらず警鐘を鳴らしたジャコバン派のドルーエの起こした騒ぎに仰天して計画が発覚したと勘違いして逃げ去ってしまう。辿り着いた頃には既に国王一家がドルーエらの手に落ちており、「まごまごしていては こちらが危ない」と退却ラッパを鳴らし、ベルギーの国境都市でフェルゼンに事の次第を打ち明けた。
ショワズィエ・ラ・ボーム大佐 (fr)
声 - 仲木隆司
ブイエ将軍の腹心。陸軍大佐。アニメ版のみ登場。ブイエ将軍の命により、三部会議場オテル・デ・ムニュ入場の指揮案内（原作ではドルーブレゼ侯爵）を務める。
ダグー大佐（en）
声 - 塚田正昭 / 宮崎寛務（新ドラマCD版） / 山野井仁（2025年版）
フランス衛兵隊でのオスカルの副官。
貴族であり、革命時には「もはや、貴族以外の何者にもなれません…」と告げ、苦悩しつつオスカルらとは袂を分かつことになる。アニメ版では作中の1年前に妻を胸の病で亡くしており、オスカルが同じ症状を患っていることにただ一人気づき、自邸での休養を涙ながらに勧める。オスカルとB中隊が離反する際には「無断で休暇を取るので上層部への報告は翌日以降になる」と理解を示し、ただの堅物だと思い込んでいたアランらB中隊の心境に変化を与えた。
ラサール・ドレッセル
声 - 井口成人 / 田丸篤志（2025年版）
フランス衛兵隊B中隊隊員。軍から支給された剣（アニメ版では制式銃）を売ったことが発覚して憲兵隊に逮捕されるが、それを機にオスカルは平民兵士や民衆がいかに困窮しているかを知る。アニメではその後、隊長オスカルがスペイン王室より来賓したアルデロス公御一家を護衛した功績を持ち出してブイエ将軍に直談判、ラサールは憲兵隊から釈放される。革命派と合流後は、仲間を殺された怒りと悲しみから逆上して敵部隊に突進し、蜂の巣にされた。
ランベスク公
　声 - 吉水慶
王妃の信厚き王党派軍人。他の連隊同様、市民の暴動を鎮圧すべく地方駐屯よりパリに上る。ドイツ人騎兵連隊を率いて、チュイルリー広場を占拠する。民衆の挑発に乗った兵の発砲から暴動に発展する。陸軍を除隊したオスカルたち元B中隊と応戦した。
ナポレオン・ボナパルト
『栄光のナポレオン-エロイカ』の主人公。原作のみ。本作品登場時はラ・フェール砲兵連隊付き少尉。当時、砲兵連隊はオーソンに駐屯中のため、その場にいることを不自然に思ったオスカルが呼び止める。
その風貌から、オスカルは「あれは帝王の目だ…鷲の目だ…！」と激しく戦慄した。アントワネットやロベスピエールたちの処刑を経て、フランス皇帝に上り詰めている。

### 革命派
ベルナール・シャトレ
声 - 野島昭生（兼映画版） / 関俊彦（旧ドラマCD版） / 羽多野渉（新ドラマCD版）/ 入野自由（2025年版）
ル・ヴュー・コルドリエ紙の新聞記者。カミーユ・デムーランがモデル。1760年生まれ。生い立ちから貴族を憎み、オスカルを「王妃の犬」と罵声を浴びせた。その後、義賊「黒い騎士」として貴族から盗みを働く。オスカルに捕えられるが、平民の実態を知ったオスカルは窃盗を止めることを条件にロザリーを託し街へと帰される。アニメ版ではロザリーはジャルジェ邸には戻らなかったため、静養先として彼女の家に向かい、ロザリーが養母を亡くした時のこともあって次第に惹かれ合うという設定に変更された。
アランと同じく『栄光のナポレオン-エロイカ』にも登場し、そこではロザリーとの夫婦円満ぶりが描かれている。アランと共にナポレオン暗殺を実行しようとして失敗、壮絶な最期を遂げた。
「首飾り事件」でも裁かれるべきは真相や物事の善悪よりもアントワネットの悪事だと信じる人間の1人であり、生い立ちによる王侯貴族に対する闇雲な憎悪と「王侯貴族は悪」という価値観を持ち続けたため、ナポレオンが皇帝に就く直前にフーシェとタレイランによって濡れ衣を着せられ裁判を受けられずに処刑されたアンギアン公の冤罪事件による暗殺を気の毒がるロザリーを不思議がり、ただ共和国にとって危険度の低い貴族が死んだという認識だった。
マクシミリアン・ド・ロベスピエール
声 - 森功至 / 池水通洋 / 小野賢章（2025年版）
オスカルが領地のアラスで出会った弁護士。平民だが、代々、姓の前に「ド」を付けている。ルイ16世即位の時には総代としてルイ・ル・グラン学院で祝辞を述べる。後にアルトア州選出議員となり三部会で再会する。ある大雨の日に開催された三部会で、平民議員は正面玄関を通らせてもらえず、ドルー・ブレゼ候から「裏口へまわってもらう」と言われ、「彼らはれっきとした国民の代表なんだぞ!!」と抗議するオスカルを窘め、自分達で今の体制を変えるという情熱をオスカルに語った。
原作では貧しい平民の味方で、情熱的な革命家という造形だが、アニメ版では革命の気運が高まるに連れて過激化し、手段を選ばなくなるなど、後の恐怖政治を暗示させている。
6歳の時に母を失い、父親から3人の弟妹と共に捨てられてしまった過去をベルナールが熱く語った。
ルイ・アントワーヌ・レオン・フロレル・ド・サン・ジュスト
声 - 古川登志夫
ベルナールの遠縁に当たる青年。雨の中で見かけたオスカルは「男装の麗人」だと見間違えるが、れっきとした男性。エロ小説（本人曰く芸術）「オルガン」を出版したことがきっかけで警察に追われる身だったが、アランら救出のための演説をベルナールに依頼すべく訪れたオスカルを自身を逮捕に来たと勘違いし、射殺しようとして返り討ちに遭った。ピカルディー州選出議員を経てロベスピエールの側近となる。物語終盤、議場でルイ16世の刑を巡り討論になった際、彼の死刑を決定付けるスピーチをした。
原作ではユーモラスな性格だったが、アニメ版では急進的で冷酷なテロリストとして描かれ、ベルナールの縁戚という設定は削除された。
エベール
パリの市議会議員。原作のみ登場。ジャコバン派の中でも矯激派と呼ばれる急進左派で極左勢力「エベール派」の主要メンバー。アントワネット裁判の際、ルイ・シャルルとの近親相姦があったという虚偽の事件を仕立て上げてアントワネットを陥れようとしたが、聴衆の女性達から反感をくらい、サン・ジュストにその後の運命を暗示するような発言をされている。
ジャン=バプティスト・ドルーエ（en）
ジャコバンクラブに加入する革命家。原作のみ登場。1763年生まれ。元近衛兵にして共和主義者。宿駅長を務めるサン・ムヌー（en）で国王一家の正体を見破り、先回りをしたヴァレンヌで捕らえ、パリへ帰還させる。
史実との比較
史実では、サン・ムヌーで武装して集まった国民衛兵隊300名との衝突を恐れて解散を命じた竜騎兵部隊の指揮官ダンドワン大尉や竜騎兵が馬車の中の従僕や侍女に恭しく挨拶するのを、夕涼みに出ていたドルーエは目撃し怪訝に思った。そこにシャロンから王室一家が通過したという噂が流れてきたので、ハッとしたドルーエは地区役所に走って、書記からアッシニア紙幣を受け取って印刷された肖像を見てみると、まさにさっきの一行の中にいたのがルイ16世であった。
バイイ
三部会開催から登場。のちのパリ市長。ジュー・ド・ポームでは、自分達を議場から締め出した王家に対し決して諦めず憲法制定まで闘い抜くことを平民議員たちと誓い合う。アニメ版ではその役割をロベスピエールに変更された。

### 首飾り事件関係者
ジャンヌ・バロア
声 - 松金よね子 / 吉田理保子
ロザリーの異母姉（ロザリーと母親が異なることは知らぬまま亡くなる）。旧王朝バロア王朝の庶末裔、サン・レミー男爵の落胤。自身の美貌と血筋に相応しい生活を手に入れるためには手段を選ばず、貴族の養女となり、巷に「アントワネットの親友」という噂を流して真に受けたローアン大司教を利用して様々な犯罪行為に手を染めた末に「首飾り事件」を起こす。高等法院で有罪となり、「V」（泥棒の意）の焼き鏝を両肩に捺された上（fr）、終身禁錮刑の判決を受け、サルペトリエール監獄（en）に投獄されたが、何者かの幇助で脱獄し、サベルヌ修道院に身を隠しながら「ジャンヌ・バロア回想録」なる暴露本数巻を捏造して出版、王室を強烈に批判する。
最後はニコラスと共にサベルヌの屋敷に篭城。ベルトレー火薬を仕掛けて抵抗するが、アンドレに倒されはずみでニコラスを刺殺してしまい、バルコニーへ逃げるも転落死した。史実の死に方になぞらえた最期だった。
アニメ版では素性を隠したオルレアン公の助けで脱獄し、その指示で暴露本の出版活動を行ったが、出版が一段落すると始末のため居場所を密告された。オルレアン公のことは当初から信用しておらず、隠れ家を包囲されてもう逃げられないと察しており、オスカルを絞殺しようとしたニコラスをナイフで刺して予め仕掛けておいた火薬に繋がる導火線に火をつけ、お互いに納得の上で心中した。史実では誰が脱獄させたかは謎である。
ニコラス・ド・ラ・モット大尉
声 - 池水通洋
もともとはブーレンビリエ家に出入りする平民の軍人だったが、ジャンヌの手引きで貴族を名乗る様になり、ジャンヌに惚れ結婚。ローアンの推薦で近衛士官となる。ジャンヌが悪事を計画する度に彼女の大胆さに驚くが、半ば楽しんで加担する。ジャンヌの命令でロザリーを殺そうとするが、のちに舞踏会で再会した時に彼女だと気づかないなど頭はあまり良い方ではなく、他にも近衛隊でも出来の悪さにオスカルに呆れられる事もあった。オスカルに対して反感を抱いている。
「首飾り事件」で、宝石商のべメールから騙し取ったダイヤモンドの首飾りを売りさばきにすぐにイギリスへ渡り、事件発覚後は逃亡中につき不在のまま指名手配され、終身漕役刑の判決を受けた。
最後はジャンヌと共に、サベルヌの屋敷に篭城。抵抗するが、アンドレの反撃で倒されたジャンヌの持っていた剣が刺さる事故により死亡した。アニメ版では納得づくの心中にされた。
ルイ・ド・ローアン大司教
声 - 鎗田順吉
教会の高位職にある僧侶。オーストリア大使の経歴があり、放蕩癖と女遊びの激しさから女帝マリア・テレジアと王妃アントワネットに嫌われていた。アントワネットの高貴な美しさに恋心を抱いているが、相変わらずの放蕩癖で嫌われている。ブーレンビリエ侯爵夫人の知人であった縁から、王妃の親友を名乗るジャンヌに付け込まれ、虚言に惑わされて首飾り購入の保証人となり、「首飾り事件」に巻き込まれる。事件発覚後、首飾りの代金全額支払いを申し出るも、ローアンを嫌悪するアントワネットに拒絶され逮捕される。裁判開始までバスティーユ牢獄で留置された。法廷でジャンヌに濡れ衣を着せられるが、判決で無罪を言い渡された。行状を知らない民衆より熱狂的に支持された。
裁判では無実でもルイ16世により国外追放処分となった。因みに、姪シャルロットの夫で『栄光のナポレオン-エロイカ』にて冤罪事件の犠牲になったアンギアン公ルイ・アントワーヌは、ルイ16世の従兄オルレアン公の妹ルイーズ・マリー・テレーズ・バティルドを母とするオルレアン公の甥。
ブーレンビリエ侯爵夫人
声 - 島美弥子
馬車で下町を通りかかった際にやって来たジャンヌの「バロア王朝の末裔の孤児」という言葉を鵜呑みにし、彼女を屋敷に引き取り貴婦人としての教育を受けさせる。宮廷への出入りは認められていなかった。
史実との比較
実在の人物だが、「ジャルジェ夫人の友人、ジャンヌの野望と証拠隠滅のために殺害された」という部分はフィクション。
レトー・ド・ヴィレット（en）
声 - 加藤修
他人の筆跡を真似るのが得意な詐欺師。ジャンヌと共謀し、ブーレンビリエ侯爵夫人の遺言書や王妃のローアン充てラブレターを作成した（しかし王妃の筆跡に関しては、国王から『全く異なっている』と指摘される）判決で、鞭打ち50回の上で35年間の国外追放を言い渡された。
ニコル・ド・オリバ
声 - 松島みのり
パリ下町の娼婦。アントワネットに瓜二つの容姿をジャンヌに利用され、「首飾り事件」に関与させられる。アニメ版では盲目で、純粋な性格に変更されており、口封じに殺害しようとしたジャンヌの心を動かす。裁判のため証人として出廷したところ、あまりにも瓜二つなため、パリ高等法院の裁判長（声 - 加藤精三）や傍聴人を驚かせた。判決では、無罪を言い渡された。
モデルは、後に偽名「ニコル・ドリヴァ男爵夫人」を称する娼婦マリー・ニコル・ルゲイ・デシニー。
ベメール
声 - 北村弘一
王室に出入りする宝石商。ルイ15世の在位中、デュ・バリー夫人に贈るダイヤモンドの首飾りの注文を受けたが、急逝したため引き取り手がなくなり、しかも値段が160万リーブル（約192億円（連載当時））という高額なため、どこの国の王室も相手にしてくれず、「分割払いでもけっこうですから…」とアントワネットに勧めるが、「ダイヤはいっぱいもっていますし」と断られた。
そこで、「王妃と親しい」というジャンヌに、ダイヤの買取りを勧めて欲しいと依頼。ローアン大司教を保証人にするが、ジャンヌに騙し取られてしまう。後日、騙し取られたとは知らずにアントワネットに請求の手紙を送るが、何も知らないアントワネットはその手紙を燃やしてしまう。支払いが滞っていることにたまりかねてベルサイユに行き、カンパン夫人に事の次第を訴えたため、事件が発覚した。ジャンヌの「アントワネットの親友」というデマを真に受けた1人である。

### その他
デュ・バリー伯夫人
声 - 来宮良子 / 鈴木千尋（新ドラマCD版）
ルイ15世の愛妾。下町で娼婦をしていたが、当時の情夫に金を出させて名門のデュ・バリー伯爵と形だけの結婚をして伯爵夫人となった翌日に伯爵を毒殺した。その後、宮廷に出入りするようになり、美貌と肉体を武器に国王の寵姫の座を手に入れた。アントワネットと対立し、一時はアントワネットを屈服させるほどの権勢を誇っていたが、ルイ15世の危篤に伴い、司祭の命により宮廷から追放される。アニメ版では粗末な服に着替えさせられ、兵士に鞭打たれていたところをオスカルに救出される。その後、護衛で同行したオスカルに「自分を守る為についた嘘」を見破って礼を言い、平民としての生い立ちと前向きな心境を話して聞かせ、のちのちのバスティーユでの寝返りへの伏線となる。
史実との比較
幼少期に孤児になったことと、宮廷で権力をかさにした横暴な振る舞いはフィクションである。
アントワネットを窮地に陥れる「首飾り事件」の首飾りは、崩御直前のルイ15世が彼女のために発注した品である。
ニコール・ラ・モリエール
声 - 公卿敬子
ジャンヌの母、ロザリーの養母。落ちぶれつつあったバロア家の女中をしていた時、最後の当主サン・レミー男爵と恋仲になり、ジャンヌを未婚で出産。数年後、当時15歳の貴族の娘、マルティーヌ・ガブリエルが当主に弄ばれて妊娠。困惑していると知って、彼女が出産したロザリーを自分の2番目の娘として引き取った。心優しい性格で本来なら恋敵であるはずのマルティーヌのことを思い遣った。
当主の死後は下町へ転居。ジャンヌの性格に悩まされており、盗みをした彼女を叱り飛ばしたところ（アニメ版では自分は美人と自惚れて働こうとしないジャンヌに立腹と変更）家出されてしまう。この事による心労と過労から床に伏す。ポリニャック夫人の馬車に轢かれ、ロザリーに自分の実の娘ではないこと、貴族である彼女の実母の名を言い残して死亡する。原作ではジャンヌと同じ黒髪だったが、アニメ版ではロザリーに実の親子だと信じる要因の1つとしてブロンドに変更された。
なお、ファーストネーム「ニコール」はアニメ版で命名されたものであり、原作ではロザリーもポリニャック伯夫人も「ラ・モリエール」としか呼んでいない。
ピエール
声 - 秋野真理子
パリの下町に住む子供でロザリーとは近所同士。貧しさの余りド・ゲネメ公爵の馬車から金を盗んだことから、許すふりをした公爵に背後から騙し討ちで銃殺された。母親（声 - 加川三起）はのちに下町に戻って来たロザリーを居候させている。
じい
フェルゼンが幼い頃から仕えている。彼がフランス革命直前のパリへ旅立つ時にも随行し、国王一家がオーストリアへ亡命する際の手配を手伝った。
最終回では、既に手遅れのアントワネットを救い出そうとするフェルゼンを必死になって制止した。それを振り払えぬほどに、その存在はフェルゼンにとって重かった。フェルゼンのアントワネットに対する愛に起因するフランス国王一家救出作戦を手伝ってはいたが、スウェーデン人のフェルゼンが実権を失ったフランス国王のためにそこまでしなければならないのかと不満を溜め込んでおり、大切に思っていてもフェルゼンの心情を理解できなかった。
ビジェ・ルブラン夫人
アントワネットのお抱え画家。妊娠中もアントワネットの肖像画を描き続け、アントワネットに心配された。原作のみ登場。史実ではマリー・テレーズ王女誕生後に作中の出来事があったため、まだ妊娠・出産を未経験だった頃のアントワネットとのやり取りはフィクション。
ローズ・ベルタン嬢
声 - 森ひろ子
パリのサン・トレノ街で洋装店を経営する服飾デザイナー。平民だがアントワネットに気に入られ御用達ドレスメーカーとして宮廷に出入りをする様になり、流行の最先端を作り出していた。自身が持ち込んだ生地の色に対しての感想（原作ではルイ16世。アニメ版ではアンドレ）をも流行へと結びつける程、商才に長けており、アントワネットに対して高価なドレス、装飾品を次々に勧めてゆく。「首飾り事件」後、経費削減のために解雇されたという部分はフィクションで、史実ではコンシュルジュリー牢獄へ移送される直前までアントワネットに仕えていた。メガネを掛けている。
カンパン夫人
フルネームは「ジャンヌ・ルイーズ・アンリエット・カンパン」。旧姓は「ジュネ」。
アントワネットの部屋付き第一侍女の1人で、朗読係。女官長。また、会計係・宝石の管理係の任務も任された。平民の女性で外交官もしくは高級官僚だったブルジョワの父親に教育を受け、ルイ15世の王女（オスカル曰く「オールドミスの叔母君」アデライード、ヴィクトワール、ソフィー）の朗読係に任命されてオーストリアから輿入れしたアントワネットに仕えるようになった。革命により破産するも教育者として再出発し、帝政下に開いた学校にてナポレオン・ボナパルトの親族を教育して彼に認められるが、王政復古後、帝政下で成功した者を敵視するマリー・テレーズから絶縁される。
ガマン先生（fr）
ルイ16世の趣味である錠前作りの師匠。名前は原作のみ登場。
ベルナール・シャトレの母
回想シーンに登場。雰囲気がロザリーに似ている。ベルナール曰く「平民の貧しい商家の娘」だったが、妻子ある貴族に見初められ権力ずくで囲われた。パリに屋敷を与えられてベルナールを産むが、ベルナールが5歳の頃、自身を囲っていた貴族に新たな愛人が出来たことからベルナール共々に屋敷を追われて路頭に迷い、涙ながらにベルナールを抱きかかえてセーヌ川に身を投げて入水心中を図り息子を残して亡くなった。
画家の先生
声 - 宮内幸平
小太りの肖像画画家。白馬にまたがるオスカルを描く。ばあや（マロン・グラッセ）に恋をしていた。ばあや曰く「ド近眼のやまあらし」である。アニメ版では痩身でアルマンという名でばあやに対する恋情は無かったことに変更された。
ジャック・ネッケル
声 - 大木民夫
大蔵大臣。スイスの銀行家で平民出身。財政危機に及び、三部会を開催することによる王政改革を提案する。しかし、特権階級に課税する案が仇となり、アントワネットに罷免された。アニメ版では彼の失脚がロベスピエールたちの扇動に利用される。娘のスタール夫人は、『栄光のナポレオン』に登場する。
ソース
ヴァレンヌの市長。粗野で攻撃的なドルーエとは正反対に恭しく接し、何とか穏便にと心を砕いた。もはや、国王一行の安全が定かではないと察し、すぐに戻るしかないと申し訳なさそうにルイ16世に促した。
史実では、ドルーエにより「ひきとめないと反逆罪だ。」と脅迫されたヴァレンヌの町長の勧めで食料品店「ソース」の2階に部屋に、24時間の逃避行で疲れていた国王一行が一休みしたことに基づく。

## 外伝 黒衣の伯爵夫人
「黒い騎士」騒動の頃のエピソードとして、実際の事件をモチーフに描かれている。文庫版の5巻と完全版の8巻に収録。
姉のオルタンスの住む城へ休養に出かけたオスカル、アンドレ、ロザリー。城に着いた彼らを待っていたのは、オルタンスとその娘のル・ルー、そして人々を脅かしている「吸血鬼」の噂だった…。

### 「黒衣の伯爵夫人」登場キャラクター
オルタンス・ド・ラ・ローランシー
オスカルの一番上の姉で、ル・ルーの母親。立派に成長した妹を誇らしく思っている。また、ませた娘には手を焼いている。裁縫が下手らしい。
ローランシー伯
オルタンスの夫。ル・ルーの父。オスカルからは「義兄上」と呼ばれている。3コマだけの登場。髭が特徴。
ル・ルー・ド・ラ・ローランシー
6歳。オルタンスの一人娘で、オスカルの姪。妙に大人を食ったところがある。爆発したような天然パーマをツインテールにしており、愛嬌がある。オルタンスが作ったル・ルー人形を常に持っており、事件解決にも役立てて見せた。ロザリーに懐き、仲良くなる。当人はいずれ美人になると思っているが、アンドレにしてみれば、「無理だろう」とのこと。
後述の『Kids』では誕生日が3月24日。モデルも存在していることも判明している。
エリザベート・ド・モンテクレール
モンテクレール城に住む美貌の伯爵夫人。時計技師に殺人人形「リオネル」を作らせ、その人形で大勢の少女を殺害。その血で沐浴することで、自らの若さと美を保てると信じていた。エリザベート・バートリがモデル。オスカルの拒絶と犯行の露見により、リオネルによる死を選ぶ。
リオネル
モンテクレール城に住む美しい青年。モンテクレール伯爵夫人の甥という触れ込みだが、その正体は精巧なぜんまい仕掛けの人形で、鉄の身体の上に人間そっくりの皮膚が被せてある。胸飾りの宝石を押すと動き出し、ゆっくりと両手を広げまっすぐに犠牲者に近づき、恐ろしい力で拘束して胸部から突き出す刃で殺害する。背中の真ん中を押すと停止する。
ルフェビュール侯夫人
ローランシー伯の遠縁にあたる貴婦人。娘のカロリーヌを連れてローランシー家の舞踏会に出席する。
カロリーヌ・ド・ルフェビュール
ルフェビュール侯爵家の令嬢。オスカルに付き添うロザリーに嫉妬して意地悪を仕掛けるが、モンテクレール伯爵夫人によりリオネルを使って殺害される。
アンリ・ジョベール
フランス一の腕を持つと言われる時計技師。モンテクレール伯爵夫人に脅迫されてリオネルを無理やり作らされた後、目を潰されて地下牢に幽閉されていた。

## ベルサイユのばら 外伝
副題は「名探偵ル・ルー編」。
雑誌『月刊Jam』（実業之日本社刊）にて1984年6月号 - 1985年4月号まで連載された。全4話。但し、原稿所在不明につき復刻しており、STORY4「悪魔のくすり 後編」は雑誌未掲載。
「黒衣の伯爵夫人」同様、「黒い騎士」騒動の起こった頃のエピソードとして書かれている。「黒衣の伯爵夫人」にも登場したオスカルの姪・ル・ルーを主人公に据えた、コメディ色の強いシリーズである。中央公論社より愛蔵版・文庫版（全1巻）が刊行されている他、集英社より「SGコミックス（集英社ガールズコミックス）」の完全版9巻にも収録されている。

### 外伝登場キャラクター
本編・「黒衣の伯爵夫人」に登場したキャラクターは、追加点のみを述べる。
ル・ルー・ド・ラ・ローランシー
外伝の主人公。オスカルの長姉オルタンスの一人娘。おしゃべりで好奇心旺盛であり、迷子になるのに好奇心の命じるままに行動するため、オスカルら周囲の頭痛の種となっている。非常に勘がよく、機転がきくためオスカルや周囲の人間のピンチを何度も救う。STORY3で初恋を経験するが、相手が男装した人身売買を行う修道院の院長であったことを知り、失恋に終わる。また、オスカルとアンドレ、それぞれの恋情にも気づいている。相変わらず、ル・ルー人形を手放さずに持ち歩いており、内部に色々な道具（おもちゃのピストル、栓抜き、爆薬、ナイフ、鋲、パラシュートなど）を隠し持つ。貴族の娘だが、身分を気にしないところがあり、平民の娘とも仲良くなる。
STORY1で母オルタンスがケチでスプリングの悪い馬車だとお尻が痛くて退屈だからと走っている馬車の窓から飛び降り、迷子になってデュフレ伯爵と遭遇してしまう。
オスカル・フランソワ・ド・ジャルジェ
ル・ルーから見れば叔母に当たる。ル・ルーからは「おねえちゃま」と呼ばれている。作者の絵柄の変化により、より男性的な体つきになっている。STORY2では、突然現れた弟を前に自身の存在意義について揺れることになる。まだフェルゼンに恋をしていた頃であり、アンドレの気持ちには気づいていない。愛人を持つのが貴族として当然という風潮を認識している所為からかSTORY2でモーリスを半ば異母弟だと思って父親に疑念を抱いており、刺繍入りのチョッキが届くと名前を騙られたという可能性を考えずに完全に弟だと思い込んでしまう。謝罪したかは不明。
アンドレ・グランディエ
ジャルジェ夫妻を除き、タメ口。「黒い騎士」をおびき出すためにオスカルに無理やり髪を切られて偽者を演じている頃であるため、髪は短くなっているが、STOY1の最初のカットだけリボンを結んでいる。ほぼル・ルーの遊び相手兼おもちゃと化している。だが、完全ないじられ役ということもなく、オスカルやル・ルーを守る場面も多い。また、馬の世話をするなど本編ではあまり描かれなかった使用人としての姿が見られることもある。オスカルのイジメる対象兼八つ当たりの相手にされたり、三枚目キャラの低い扱い。また、余計な一言を言ってしまい、祖母の怒りを買って顔面キックを受ける。STORY1で子供の頃、見知っていた彫金師が貴族に成りすましてデュフレ夫妻の屋敷にいたことに気づく。また、STORY3で儚い望みを抱いてしつこく頑張っているとル・ルーに言われてショックを受ける。
ロザリー・ラ・モリエール
本編より一層、おっとりした部分・天然ボケな部分が強調されている。ル・ルーの来訪の報せに周囲の人間が嫌な顔をする中、ばあやと一緒に喜んだ人。単純で騙されやすいため、STORY4でエベーラの評判を真に受けてしまう。
ばあや（マロン・グラッセ・モンブラン）
最後のSTORY4では腰痛のおかげで事件に巻き込まれかける。また、STORY2でジャルジェ将軍の隠し子疑惑の際には真っ先に失神し、夫人から心配されている。ジャルジェ将軍の身の潔白を信じようとせず、愛人と隠し子を作っていたと決めつけて非難の目を向けた。
アンドレに対するヤキは健在。
レニエ・ド・ジャルジェ
オスカルの父、ル・ルーの祖父。近衛隊の総司令官。貴族としての階級は伯爵。粋と浮気で名高いフランス男性の風上にも置けない堅物と陰口を叩かれ、妻共々に平民の夫婦みたいだと言われる。
思わぬ隠し子疑惑の濡れ衣を着せられてばあやと使用人ばかりかオスカルにまで疑われ、苦しい立場に立たされる。疑念を抱いたル・ルー以外、家族・使用人にほぼ全員に愛人・隠し子の濡れ衣を着せられる。孫に真剣を振り回して「冗談の通じない、軍人あがりの年寄り」とまで言われている。
ジャルジェ伯夫人
オスカルの母、ル・ルーの祖母。結婚して数十年経っても夫だけを愛しており、恋人も作らずに夫しか眼中に無いのは不道徳と非難され、貴族の夫人にあるまじき生き方と他の貴婦人方に呆れられている。
友人達から不謹慎と言われる程の貞淑な良妻賢母。迷い込んできたモーリスが浮気相手の子供かもしれない中、同情し屋敷に住まわせた。他の家族や使用人のように夫に愛人がいたと疑念を抱いたのか否かは不明である。
オルタンス・ド・ラ・ローランシー
行儀見習いの為に娘のル・ルーを母に預ける。オスカルの一番上の姉。しかし、元々は三女の設定だった。
マリー・アントワネット
外伝全般に登場する。宝石を狙われたり、ミイラ化した女性の手首の話を聞いて不快な思いをする。ル・ルーに会いたがっていたが、オスカルに寿命が縮む存在だと言われ、背筋を震わせた。STORY4では怪しげな祈祷師を警戒し、オスカルに相談するなど王妃らしい態度を示すが、エベーラの正体を知らず信仰している貴族からは嫌悪されてしまう。

#### STORY1 ル・ルーと、いっしょに来た人形
デュフレ伯爵、デュフレ伯爵夫人
先祖代々泥棒を生業とする泥棒貴族「デュフレ一族」。お金に困っているクレアモン伯爵に莫大な謝礼金で「姪を宮廷に上がらせたい」と持ちかけ、マドレーヌを潜入させた。王妃の宝石を精巧な模造品とすり替えて本物を人形に隠して渡すようにマドレーヌに命じた。オスカルにより正体と目的を暴かれて逃亡するが、今まで盗んだ宝石類を返却した。
マドレーヌ
デュフレ伯爵夫妻の姪。アントワネットの侍女。衣裳係。伯母夫婦共々に泥棒一族の一員。ローズ・ベルタン嬢のお店でお針子をやっていたが、窃盗のために王妃に接近すべくクレアモン伯爵の養女になり、ドレスに合わせて宝石を選ぶセンスの良さを売り込んで衣裳係になった。デュフレ伯爵夫妻と共に逃亡した。
クレアモン伯爵
借金に苦しむ貴族。デュフレ一味に利用されてしまう。
カンパン夫人
女官長。STORY1でオスカルに指摘されて払い下げた装飾品が模造品にすり替えられていたことを知って青ざめる。
ローズ・ベルタン嬢
衣装デザイナー。

#### STORY2 ジャルジェ将軍の息子あらわる!?
執事
ジャルジェ家を取り仕切る使用人。しかし、主人であるジャルジェ将軍の身の潔白を信じなかった一人。
モーリス
ジャルジェ伯夫人の誕生日にジャルジェ将軍の息子だと名乗り、ジャルジェ家に入り込んだ少年。すぐにジャルジェ将軍がペンダントに入れた父親の肖像画とは別人であり、亡き母フローラから「父親はレニエ・ド・ジャルジェ」「近衛隊の総司令官」と言われていたもののジャルジェ家を訪れたビュゾー大佐が肖像画と同一人物であることで父親だと気づくが、母親の遺言に引きずられて沈黙していた。そのため、誰にも事実を話そうとはしなかったことでジャルジェ将軍の立場を危うくしてしまう。こっそりと出て行こうとするもオスカルに引き留められたため、ジャルジェ将軍とは親子では無いという重要な事実を話さないまま過ごし、無実のジャルジェ将軍にいる筈のない愛人・隠し子の疑惑を深めた一番の原因である。
フローラ
モーリスの母親。生前、夕方になると1つ先の通りの老婆ミルザに預けて働きに出ていた。10年以上も昔にビュゾー大佐と愛し合い、彼の両親に結婚を反対されて仕方なく囲われる境遇にいた。ビュゾー大佐を「レニエ・ド・ジャルジェ」だと信じたまま亡くなった。ビュゾー大佐が借りた馬の持ち主がついでに届けたチョッキを死の前日に刺繍しており、死に際に仕事のために息子を預けていたミルザに託したのだった。
ビュゾー大佐
モーリスの実父。妻と息子・娘がいる。但し、妻とは不仲である。フローラの気を引きたい一心でジャルジェ将軍の名を騙ったことがジャルジェ将軍に多大なる迷惑をかけてしまい、最終的にモーリスがジャルジェ家に来たことの原因を知った被害者のジャルジェ将軍の雷が落ちる。6年前、借りた馬を骨折させて死なせたこともジャルジェ将軍に押しつけてしまった。
10年以上前、両親に結婚を反対されてフローラと駆け落ちの約束をするも怖気づいて裏切ってしまい、傷ついたフローラが姿を消してしまったため、両親に定められた女性と結婚して息子と娘が生まれて幸福に暮らしていた。しかし、仕事先の地方で場末の酒場で働くやつれ切ったフローラと再会し、かと言って家族と波風を立てたくなくてフローラのためにパリに一軒の家を買い与えて彼女を愛人という形で囲い、息子モーリスが生まれた。まだ赤ちゃんのモーリスが高熱を出したので医師の元に連れて行くが、医師にフローラとの関係を感づかれることを恐れて家族の元に逃げ帰ってしまう。2週間後、フローラとモーリスは姿を消してしまい、6年を経てモーリスとは再会するもフローラは亡くなって永遠に会えないままだった。ル・ルーに馬の弁償をしてくれると助言された持ち主が訪ねたことで、行方不明の息子に再会することが出来たのだった。その後、正妻と娘や息子と自身が真実愛している女性との子モーリスとがどうなったかは不明。

#### STORY3 トルコの海賊と修道女
シャンタル
ル・ルーが出会った平民の娘。孤児だったが、貴族の私生児だと言われて修道院に送られる。貴族に対して好感は持っていなかったが、素直で幼いル・ルーとは友人になる。勘が鋭く修道院の悪事に気づくも逆に捕まり、ル・ルーと協力して脱出を計る。「黒い騎士」とは知らずに「近所のお兄ちゃん」（ベルナール・シャトレ）とは近所の誼で仲が良く、彼から聞かされた革命思想と「自由」の大切さをル・ルーに語って聞かせた。2度もル・ルーの迷子騒動に巻き込まれる。
シモーヌ
シャンタルの友人。男物のシャツを20枚も洗わなきゃならないと愚痴を言っていた矢先、彼女と一緒に、河を流れて来たトランクに入った女性の手首を発見してしまう。
ヴィレール夫人
お節介焼きの貴婦人。ジャルジェ夫人に対し、娘を修道院に入れて徳高き大公女の元で行儀作法や道徳心を習い、教育を受けさせるのは伝統的な当たり前のやり方だと主張する。そうして家柄や財産のつり合いの取れた男性と結婚し、夫の後ろ盾で社交界にデビューすることこそが女性にとってこれ以上の安全な幸福はないと語る。事件解決後、再び迷子のル・ルーを助けてジャルジェ家に送り届けることになる。
ベアトリス
サン・マルガリータ修道院の院長。王家の血を引く大公女。身寄りの無い孤児や私生児を探し出して修道院に入れてこき使い、親が見つかったと騙してトルコの海賊に宝石と引き換えに売り渡していた。20年以上前、ジェノアの貧しい貴公子であるブオナソルテ男爵と恋に落ちるが、身分が違いすぎて引き裂かれて修道院に入れられてしまう。貧しい男爵が全力で手に入れて結婚の贈り物にするつもりだった金と真珠をあしらった見事な細工の大粒のエメラルドの指輪を取り戻そうと悪事に手を染め、美術品を隠した部屋がル・ルーが火薬の爆破で騒動を起こしてオスカルとアンドレの行動を助けたが、火事に気づいて美術品を守ろうとして全身に重度の火傷を負って顔は化け物のような有様になり、法の裁きは免れるも植物のように寝たきりになってしまう。
銀髪の凛とした女性であるため、男装した姿はル・ルーの「初恋の人」として彼女の心に焼きつく本作のもう一人の男装の麗人だが、院長として対面した際に同じ香水を付けていたことで女性だとわかり、ル・ルーに失恋の悲しみを知らずに与えてしまう。
ブオナソルテ男爵夫人
ベアトリスの恋人だったブオナソルテ男爵の妻。ベアトリスと取引していたトルコの海賊に奪われそうになったエメラルドの指輪を握り締めたまま殺されて手首を切断されてしまう。特殊な皮製のトランクに入っていた手首は、ミイラ化して干からびながらも指輪を握り締めていた。

#### STORY4 悪魔のくすり
エベーラ
女祈禱師。その正体は、催眠術と麻薬で真偽を確かめずに頭から信じてしまう人々を騙す詐欺師。法外に高価な薬と怪しげなお告げで強盗事件や殺人を引き起こす人間を出し、逮捕されかけるも催眠術で焼身自殺したと見せかけて逃亡。深夜、復讐すべくジャルジェ家に入り込んでオスカルを追い詰めるが、ル・ルーの発砲で催眠術が破られ、射殺された。ル・ルーに「おばさん」と言われ、憤慨していた。結果的に、妄信する貴族の中に王妃に対する憎悪を植え付けてしまう。
デュヴビェ
エベーラの薬を分析して麻薬だと暴いた医師。

## 新エピソード

### 概要
本編や『栄光のナポレオン-エロイカ』、萩尾望都の『ポーの一族』と連動した追加エピソード作品である。単行本はカラーページを完全収録した『新・エピソード』とマーガレット本誌で掲載された「ベルばらFan Room」の2部構成となっている。
11巻、『アンドレ』編は宝塚上演「外伝ベルサイユのばら」のために作成した作品。『フェルゼン』編はかつて池田が「描いてみたい」とインタビューで公言していた作品で、新エピソードにおいて実現した。話数カウントは「エピソード○」である。
12巻ではカラーページに表紙イラスト以外に雑誌『SPUR』の特別企画「オスカル モードを着る」のイラストも掲載。「ベルばらFan Room」はSPとして「当時のフランスとオーストリアの関係」「高貴な人の結婚事情」を『新』に沿った逸話を掲載している。
14巻では池田のコメントにおいて、『新』の終わりを告げた。

#### エピソード
エピソード1『アンドレ』編、エピソード2『ジェローデル』編、エピソード3『フェルゼン』編、エピソード4『アラン』編
エピソード5『ジェローデル再び！』編（前後編）、エピソード6『オスカルの出生の秘密が』（前後編）
エピソード7『オスカル』編（前後編）、エピソード8『アントワネット』編（前後編）
エピソード9『ロザリー』編

### 新エピソード登場キャラクター

#### エピソード主人公
オスカル・フランソワ・ド・ジャルジェ
エピソード7の主人公。本編同様にストーリーに登場するが、途中で自身でも気づかぬ本心を暴く「姉上に似た少女」が絡む。実は、父レニエにより男性・軍人としての人生を強制されて疑いもなく生きているつもりで血を吐くような思いで諦めた願望の化身であり、真夜中の結婚式、子を儲ける等々の普通に女性として育てられたならば手にしていた筈のものを見せつけられる。諦めた結果ではなく自ら選び取った道を歩んでいると父親に告げるが、もう1人の女性としての分身に突きつけられた叶わぬ願望の数々を心の奥底に封印していた。姉に似た貴族の少女がつき纏っていると思い込んでいたとはいえ、相手を「お前」と呼んで貴婦人に対する礼儀が欠落しており、職場放棄と判断されて咎められたかもしれぬ行動を取っていた。同い年のフェルゼンに対して「若造」呼ばわりする初対面も本編と同様だった。バスティーユの戦闘で戦死したが、本編でアランとロザリーに介抱されてバスティーユ牢獄に白旗が挙がるのを見て満足した最期だったのとは異なり、臨終の言葉「フランスばんざい」は同じものの単独で血まみれになって路面に倒れ、アランや衛兵隊員、ロザリーの姿はなく、狙撃されて倒れた際にうつ伏せだったので表情は確認できなかった。
ほとんどのエピソードに登場するが過去と回想シーンのみの登場。エピソード2で5歳の時から剣を腰に帯びて育ったとジェローデルに語り、本来なら入隊資格は15歳のところを11歳で近衛隊に入隊しており、フランスとオーストリアの同盟の締結及び王太子ルイ・オーギュスト（ルイ16世）とオーストリア皇女マリー・アントワネットの婚姻が進められていた頃、近衛隊に正式入隊する前に15年前にポンパドゥール夫人の提案で創設されたパリの王立陸軍士官学校で将来の部下となる士官候補生と直に接して彼らが何を考え暮らしているかを学べとアンドレの護衛付きで入学した。エピソード5では最初で最後の「ウェディングドレス」としてオダリスク風（トルコ後宮）の白いドレスを纏った姿が描かれた。エピソード6で、そのミドルネームは領地をポーランド国王スタニスワフに譲渡させたことに罪の意識を持つ父レニエがロレーヌ公フランソワの名を付けたものだった。生まれたばかりの赤ちゃんとして登場した。エピソード8ではロザリーとジャルジェ将軍の回想の中で、「首飾り事件」や黒い騎士の出現で近衛を続けることに疑問を抱き、終生の忠誠を誓うも王妃とは道を分かたれてフランス衛兵隊に移り王室に背く道を進み、運命の時を迎えた。
アンドレ・グランディエ
エピソード1の主人公。ジャルジェ家の領地の村で育つも母親と死別した8歳の姿が描かれ、幼馴染クリスティーヌが涙ながらに別れを惜しむ中で「ママンが死んでしまったから、肉親はお邸勤めのおばあちゃんだけになってしまった。」と語った。父親のことには本編同様に触れていない。殆どのエピソードに登場するが過去と回想シーンのみの登場。幼馴染の少女と仲が良かったことが明らかになり、数年後、彼女と気づかぬまま再会した。彼女を見て驚いたような表現はあったが、それが幼馴染の少女だと気づいてのことなのか美しい女性を見てのことなのかはわからない。主にクリスティーヌの視点で物語は進んで、自身の心情が描かれることはなかった。エピソード7では本編同様にストーリーに登場して謎の少女に動揺して持ち場を離れるオスカルを捜したり、彼女の懊悩を理解できてもどうすることも出来ないと憂愁の色を浮かべた。エピソード8で時計師ブレゲがジャルジェ将軍に注文の時計を届けた際、反王室思想の持ち主マラーと交流があることをオスカルに説明した。
フローリアン・F・ド・ジェローデル
エピソード2、エピソード5の主人公。本編でオスカルを「マドモアゼル」「シルフィード」と呼んだ唯一の人物。2話ではフローリアンというファーストネームで呼ばれ、オスカルの年齢が11歳の1つ差で登場する。『外伝』からジャルジェ家は6人の子供全員を手元に育ているのに対し、フローリアンは10年も田舎の里親の元に放置されていた。実家に戻った際、そばかすが浮くくらい日焼けしていた。エピソード2の終わりに子供のころに敵愾心を抱いたオスカルに対する感情に変化があり、エピソード5以降も変わっていない。エピソード5では前述のフルネームが公開。フェルゼンのために最初で最後のドレスを着たオスカルを見て気がつかなかった反面、フェルゼンとマリー・アントワネットの橋渡し役をしていたフェルゼンの妹ソフィアを助けるために衛兵の前で口づけをしたふりをし難を逃れたが、宮廷内の噂になってしまった。以降はフローリアンの視点で本編同様に進み、平民議員の排除をオスカルの説得で思い留まるも命令に背いたことで官位剥奪の上で営倉入りに処された。その間にバスティーユ襲撃事件が起き、愛するオスカルは戦死して自身だけ生き延びてしまったと苦しむ。それらをソフィアに語り、故国フランスに旅立って消息が絶えたところで終わっている。スウェーデンの彼女の家から去る時、今度会う時はあの時のような突然の口づけではなく普通にして宜しいかと尋ね、ソフィアは頷いて受諾している。
エピソード9でロザリーとフランソワを影から助け、春になるまで別荘に匿った。30代にしか見えず、オスカルとほぼ同年齢のフローリアンがバスティーユ襲撃より15年後も生きているとすれば50歳近くになるため、あまりに若すぎる外見にロザリーは瓜二つの別人かと混乱したが、1793年にパリに戻るも英国に亡命して各地を転々とした際に「霧に包まれたバラが咲き乱れる谷間の村」に迷い込み、永遠の時を生きる「不思議な一族」の美しい兄妹に出会って一族に迎えられ、自身も「時を超えて生きる存在」になったのだった。
ハンス・アクセル・フォン・フェルゼン
エピソード3の主人公。フランスの革命を潰すべくヨーロッパ各国の結束のため、ウィーン駐在スウェーデン大使として赴いたオーストリアの宮殿で初めて会った時のマリー・アントワネットに瓜二つのマリー・テレーズに再会する。かなり鈍感。エピソード5にも登場し、妹とジェローデルの同志的な関係とジェローデルがオスカルに求婚して断られたのではなく身を引いたことを知らずに世間に流布する「ふられた」という噂を笑いながらソフィアに語った。自身のためにドレスを着たことでオスカルの片想いを知ったジェローデルに睨まれたり、アントワネット以外に目を向ければと、暗にオスカルの想いを語ったソフィアの心情にも気づかなかった。その後は本編同様に進む。エピソード7にも登場するが本編同様に進む。
エピソード9で、アントワネットが処刑されたことで「生ける死人」と妹ソフィアに評され、無口で厳格な人物となって保守的で貴族寄りの政策を取り評判は低下するばかりとなる。王制廃止と民主共和制への移行を急ぐ一派が新聞を使って「グスタフ4世追放に発展したクーデターとデンマークから迎えられた皇太子カール・アウグストの事故死に見せかけた暗殺の黒幕であり、自身がスウェーデンの王位に就き、戦争を引き起こして王妃マリー・アントワネットを処刑したフランス国民に復讐を企んでいる。」と噂を流して民衆を煽動したため、1810年6月20日、近衛連隊にすら皇太子暗殺の首謀者だと看做され、民衆に撲殺された。アントワネットを失った日から、死を待ち望んでいたことが日記から明らかになる。
アラン・ド・ソワソン
エピソード4の主人公。妹ディアンヌを裏切った元婚約者の男性を殺そうとするが、アンドレの言葉と元婚約者が乗り換えた身重の妻シュザンヌの命を賭した行動で断念した。ベルナールと同様に過去の偏見と憎悪から脱皮できていない。『栄光のナポレオン-エロイカ』でナポレオンに彼の妹ポーリーヌとの結婚を勧められても断り、ロザリーがカトリーヌと似合いだと勝手に想像を膨らませるも「一生分の片想い」をオスカルに抱いたから駄目だとベルナールが語った通り、殆ど色恋沙汰とは無縁だった。タレイランの妻となったことで失恋したカトリーヌには彼女がシャトレ家に同居していた独身のころから心が傾いてたが、自身でも予想だにしない程に「出遅れた」と思うほどに失恋のショックは大きかった。カトリーヌの行動に不審を抱くことはあったが、彼女がフーシェのスパイを演じたばかりか王党派で革命とジャコバン派を深く憎悪していたことは最後まで気づかなかった。
エピソード9で『栄光のナポレオン〜』と同じくナポレオン暗殺計画を実行するが、事前に連絡もなくブーローニュ駐屯部隊がパリに入城したことに疑問を抱いた兵士が参謀本部に問い合わせたことで計画が露見し、暗殺に失敗して逃亡しようとするも立ち去らずに留まっていたベルナールと共に射殺された。そのため、妻子のある身で計画に参加したベルナールを気遣い、ロザリーとフランソワの許にベルナールを戻そうとするも叶わなかった。
ガルティエ
エピソード6の主人公の1人。オスカルの父レニエ・ド・ジャルジェ。主君ルイ15世の命により、ロレーヌ公国のクレメンス王子に交渉すべく密使として訪れた。ガルティエは偽名。ロレーヌ公国を小国と呼び、それでも美しい田園風景に国王陛下が固執するのもわかると感嘆した。写生から帰る途上のジョルジェットに惹かれてクレメンス死去で騒然となる教会で彼女に声をかけるが、交渉相手を失いオーストリアはクレメンスの弟フランソワに手を伸ばすだろうと推測する。ジョルジェットの描いたガルティエの絵を見たジョルジェット付きの小間使いリュシールからは「美しい貴公子」と評される。当初、ジョルジェットとの結婚は彼女の素性を知らなかったことでルイ15世に許されなかったが、じいを蒼白にさせてまで主君に逆らってでも彼女と結婚式を強行しようと暴走するほどの激情家だった。ロレーヌ公フランソワとオーストリア皇女マリア・テレジアの結婚を認める代わりにロレーヌ公国の統治権を譲渡せよとの主君の横槍を亡きクレメンスの代わりにロレーヌ公国を継ぐと共にマリア・テレジアの婚約者となったフランソワに伝え、それを承諾させて故国を捨てさせたことは心の深い部分に罪の意識となって刻まれていたため、最後の子供となる末娘の6女オスカルのミドルネームにフランソワと命名した。次こそは男児をと望みをかけるも呪われた女系図と呼ばれる様を証明して6人全員が女児であったため、遂に諦めると共に元気の良い末娘に男名前を付けて跡継ぎにすることに決めた。しかし、だいぶ前からジョルジェットの体にこれ以上は妊娠・出産の負担をかけることはやめるようにと主治医に警告されていたこともオスカルで子作りを打ち止めにした理由である。
エピソード2 - 4、7に登場し、エピソード2ではオスカルとアンドレも10代前半の子供ゆえに若い姿で登場し士官学校で将来の部下の心理を学べと命じた。エピソード3ではフェルゼン、エピソード4ではアランと言葉を交わしている。アランに対して、自身と娘は選ぶ道が違うと告げた。エピソード6で青年時代の恋が描かれた。エピソード7では本編同様にストーリーに登場する。エピソード8では、アントワネットの遺品を携えたロザリーの訪問を受けて当時を振り返る。アントワネットを脱出させるだけで精一杯ながらも逃亡計画を提案するが、彼女が母親であるがゆえに断られて涙ながらに諦めた際、ロザリーから王妃がブレゲの時計を望んでいることを相談されて妻の形見の時計を彼女を介して届けるのだった。
ジョルジェット
エピソード6のもう1人の主人公。後のジャルジェ夫人、オスカルの母。フルネームは不明。ロレーヌ公国の貧乏貴族の娘。ガルティエからの感想は「清楚で知的」な女性。絵を描くのが好きで母親によればラ・トゥール家の血筋ゆえとのことだが、何かにつけてのめり込みやすい性格。資産家との縁談により援助を得るか曽祖父の絵を売るかの二者択一を迫られるほどの生家の窮状を知り、強く惹かれる青年ガルティエに対する想いを諦めて資産家ウリアスに嫁ぐ決意を固める。それでもガルティエに再会して操を捧げてしまい、長女オルタンスを身籠った。貧乏貴族ゆえに当初はルイ15世は結婚を許さなかったが、曽祖父ジョルジュ・ド・ラ・トゥールがルイ13世の御世に宮廷画家としての功績を認められ貴族の称号を与えられたことが顔も覚えていない亡き父の手ほどきを受けた画家の証言で明らかになり婚前交渉によるできちゃった結婚ながら正式に結婚することが出来た。まだガルティエという偽名しか知らなかった頃、もう1度会えるならば一番大切な絵筆を捨てるという誓いを神に立てたため、会えたばかりか結婚まで出来たので綺麗さっぱり絵を描くことは捨てた。『Kids』の担当編集者が「名前が定かでない」と記述されていたが、『新』で命名された。
エピソード2 - 4、8に登場するが、名前やその後のことが語られる程度。オスカルの死後、1791年、末娘を失った悲しみから立ち直れずに他界したことが夫レニエの口より明らかになった。夫とのなれ初めはエピソード6に。フランス貴族ではなく、ロレーヌ出身の貧乏貴族の令嬢。エピソード8では、結婚45周年に、夫レニエが知人から安く譲られた試作品とはいえ王妃やオルレアン公が手にする時計師ブレゲの懐中時計を贈られる。
マリー・アントワネット
エピソード8の主人公。黒い騎士が暗躍を始めた頃、ジャンヌの引き起こした「首飾り事件」で彼女のデマを真に受けた民衆が自身の敗北を喜び、事実無根であるにもかかわらず深く憎悪されていることを知りショックを受ける。時計師ブレゲの懐中時計に魅了され、当時で最高とされる機能を全部備えた懐中時計を作って欲しいと依頼し、ルイ16世の刑死後、残された家族と引き離されてコンシェルジュリー牢獄に移されて再会したロザリーの世話を受けながら自身の死刑判決が下るのは時間の問題だったある日、革命委員会より差し入れの希望を尋ねられ、下着と細々とした物を入れる箱の他に「ブレゲの時計を」と答える。誰のものとは知る由もなかったが、ロザリーから渡された懐中時計の時を刻む音に慰められながら死を迎えた。
殆どのエピソードに登場するが過去と回想シーンのみの登場。エピソード6で、父が母との結婚で泣く泣く手放したロレーヌ公国の名を受け継いでいることが明らかに。エピソード7では本編同様に登場する。
ロザリー・シャトレ
エピソード9の主人公。ベルナールの妻。旧姓は「ラ・モリエール」。ヴァンドーム広場にある洋裁店「ギナン商会」でお針子として働いている。異母姉ジャンヌ・バロアと同様に旧王朝バロア王朝の末裔であるサン・レミー男爵の落胤であり、15歳の頃のポリニャック伯夫人を母として生を受けた。同じ父親を持つ異母姉ジャンヌの実母ラ・モリエールに育てられる。同性の女性と知りつつオスカルを恋い慕うが、軍人として生きる男装の麗人でも恋に破れたこともあった女性ゆえにオスカルに拒まれて想いは叶うことなく「黒い騎士」事件で再会したオスカル曰く「マザコン」のベルナールと結ばれた。革命が勃発してオスカルとアンドレが戦死した年、息子フランソワを出産した。逃亡に失敗してコンシェルジュリー牢獄で死を待つばかりの王妃マリー・アントワネットの世話をし、相次いで処刑された国王夫妻の遺品をジャルジェ将軍に渡した。『栄光のナポレオン-エロイカ』とリンクしたエピソード9はベルナールとアランがナポレオン暗殺未遂事件が決行した時であり、ナポレオンが権力を握りつつあるフランスを憂える夫ベルナールと将軍に抜擢されながらも革命を守ろうとしたアラン・ド・ソワソンがナポレオン暗殺を決意した際、常とは異なる様子のベルナールを見て不安に苛まれるが、彼の指示に従い密かに愛息フランソワと共にスウェーデン大使館の元大蔵大臣ジャック・ネッケルの娘スタール夫人の手配によりスイスのコペにある別荘を目指し、彼女の夫であるスタール＝ホルシュタイン男爵のいるスウェーデンに亡命すべく夜陰に乗じてパリを出立した。門を閉じる時間に間に合わずに開くのは翌朝5時と言われて立ち往生するが、暗殺に向かう途中のアランの助け舟でパリ脱出に成功した。その後、パリから2日の距離にある宿屋で2人の死と御者の失踪を知り愕然となる。誰も彼もが自身を置き去りに逝ってしまい、それでも春風のような微笑を浮かべねばならないのかと悲しみのあまり自暴自棄になりかけるが、フランソワの存在で立ち上がる気力を取り戻して出立する。その際、物音に気づいた客と様子を見に来た仲間を何者かに倒され、スタール夫人の別荘でも落ち着くことも叶わずに懸賞金に目が眩んだ別荘の使用人と村人に追われる途上で馬車に乗せられ、宿屋でも別荘でも助けてくれたのが年齢的に自身の知る「フローリアン・F・ジェローデル」によく似ていながら別人ではないかと混乱するが、スウェーデンに亡命して6年を経てフェルゼン暗殺事件後、ソフィアよりフローリアンの不思議な体験を聞く。グスタフ4世追放劇の黒幕がフェルゼンではとの噂をフランソワから聞いた際、民衆を恨んでいても自身が権力を掴むために主君を陥れる人物ではないと反論した。時は流れ、フランソワに見守られながら眠るように他界した。コミックス化の際、オスカル1世のことが語られた臨終のシーンの次に、パリの石畳の道で夫ベルナールと寄り添う姿が加筆された。
エピソード4、エピソード7、エピソード8にも登場した。革命で亡命貴族狩りが目立つ中でベルナールの口から「ローランシー」の名前が出てル・ルーを案じる。エピソード7では本編同様に登場する。エピソード8では潜伏中のジャルジェ将軍の許を訪れ、自身が黒い騎士ベルナールと結婚したことを明かすもジャルジェ将軍に驚く様子はなかった。2人で当時を振り返るという形で物語は進行した。ベルナールとアランの死を知った時、その話をしていた宿泊客によればベルナールが「黒い騎士」だったことは周知の事実だった。

#### ジャルジェ家関連
ばあや（マロン・グラッセ・モンブラン）
エピソード1、エピソード7に登場。アンドレの祖母。アンドレ8歳と彼の死亡時に登場する。幼少期のクリスティーヌの事を覚えており、アンドレ死亡の翌日にオスカルも亡くなった時にマリー・クリスティーヌに対面してリボンを返した。病死していないことに変更されたのかと思われたが、オスカルとアンドレの戦死の報が齎されてから病死するまで数日の空白があり、その間に身体に鞭打ってクリスティーヌにリボンを返却すべく訪れたのだった。アンドレが気づいていても気づかぬふりをして打ち明けたのか、気づかないながらも話を聞いてリボンの返却に赴いたのかは不明である。エピソード7では本編と同様に登場する。
ヴィクトワール他3人のオスカルの姉
エピソード6に登場。

##### ローランシー家
ル・ルー・ド・ラ・ローランシー
エピソード4に登場。ベルギーの親戚に会いに行く途中、亡命貴族狩りに遭うが、彼女が足止めをしている。『黒衣』の時に「将来はオスカルおねえちゃまみたいに綺麗になれると思う」とアンドレに述べている。幼い頃の綺麗なオスカルを知っているアンドレからは「無理だと思う」と突っ込まれていたが、新エピソード登場時にオスカル似の容姿に変化している。
オルタンス・ド・ラ・ローランシー
エピソード4とエピソード6に登場。ジャルジェ家のオスカルを最後とする6姉妹の長女。ベルギーの親戚に会いに行くが市民から足止めを食らう。しかし、アランによりバスティーユ襲撃で民衆側に参戦したオスカルの姉だと明かされたことで難を逃れる。エピソード6では、両親のなれそめを母から聞かされ、自身が「できちゃった結婚」で出来た子供だと知りショックを受けた。
ローランシー伯
エピソード4に登場。オルタンスの夫。ル・ルーの父。「黒衣の伯爵夫人」の時にあった髭が無くなっている。今回は4コマだけの登場。

#### ジェローデル家関連
ジェローデル伯
エピソード2とエピソード5に登場。フローリアンの父、アマーリアの夫。2話では士官学校へ行きたい末息子に対して「身分で地位を与える」と言うほど楽天的な人物。エピソード5では結婚することを宣言したフローリアンに対して大喜びした上に「持参金を持ってくる由緒ある令嬢か?」と言うほど、しかし、結婚したい相手がオスカルだと知って妻アマーリアと一緒に驚愕している。
アマーリア
エピソード2とエピソード5に登場。フローリアンの母、ジェローデル伯の妻ではあるが、次男フローリアンに対しても興味がない。エピソード5では上の息子の結婚式で恋人と出席したことで周りから茶化されたり、結婚を宣言したフローリアンに対して大喜びした。
女性
エピソード2に登場。フローリアンに対して親身になってくれる女性。名前や立場が里親なのか侍女なのかは記載されていない。
エリカ
エピソード5に登場。フローリアンを気にしている少女。優等生タイプの長男に似ているため、フローリアンに話しかけるも素っ気なくかわされてしまう。兄弟でも中身は似ていないことを友人たちに教えられる。

#### 王族関連
オルレアン公フィリップ
エピソード1に登場。自ら「フィリップ平等公（エガリア）」を名乗るが、ルイ16世亡き後は自身の出番だとマリー・クリスティーヌが青ざめるほどの野心を持っている。
ルイ16世
エピソード2 - 5に登場。本編同様、エピソード2では王太子時でのパリ訪問。エピソード3はマリー・テレーズの会話のみ。エピソード4ではヴァレンヌ事件後にパリへ移動時にかなり小さく登場。エピソード5、エピソード7ではフランスの戴冠式時に登場する。
マリー・テレーズ
エピソード3に登場。表紙が彼女単独になっている。アントワネットの刑死により1人残されてタンプル塔に投獄されていたが、母の死の2年後に人質交換でオーストリアに引き取られ、数年後にフェルゼンと再会するも誰かはわからなかった。フェルゼンが評して曰く、出会った当時のアントワネットに瓜二つの美貌。
ルイ・シャルル
エピソード3に登場。回想シーンのみの登場。父ルイ16世の死後、母アントワネットや姉マリー・テレーズと引き離されるシーンが再び描かれた。
エリザベート内親王
本編では「エリザベス内親王」とされた。エピソード3ではマリー・テレーズの回想で死が語られる中で名前を呼ばれただけだが、史実通りに「エリザベート」に変更された。マリー・テレーズがオーストリアに送られる前の年に処刑された。
フランツ2世
エピソード3に登場。オーストリア国王。マリア・テレジア亡き後の皇帝ヨーゼフ2世の弟レオポルト2世の息子で、アントワネットの甥でマリー・テレーズの従兄弟である。マリー・テレーズ解放のために人質と交換する役目を果たす。オーストリア滞在時のマリー・テレーズにドレスを贈っている。フェルゼンとの対面前に顔を出す。
グスタフ4世
エピソード3に登場。スウェーデン国王。グスタフ3世暗殺後に13歳で即位した若き国王。摂政団の一員であるグスタフ4世の叔父カール・ヨハンはフェルゼン家を良く思っていなかったが、後にフェルゼンと対面してオーストリア大使に任命する。父グスタフ3世の力であったフェルゼンに助けて欲しいと告げた。しかし、ロシアとの戦争に敗れて以来、精神を病んでしまいフェルゼンや側近の諫言も効果が無くなってしまう。1809年3月、失政が原因で起こったクーデターにより幽閉され、王子グスタフ（グスタフ・フォン・ホルシュタイン=ゴットルプ）の継承権も否定されて廃太子とされ、王妃や他の子供らとも引き裂かれた。追放後、貧困の中で欧州諸国を放浪した末に精神に異常を来し、スイスのザンクト・ガレンのホテルで脳卒中で没する。
アルトア伯
エピソード4で名前だけが出ており、未だにパリに残留するジャルジェ将軍を見かけて脱出を進めた際、既に主だった貴族共々に亡命していることがアランの口より語られた。エピソード8では後に暗殺されたマラーと関係があることが語られた。
マリア・テレジア
エピソード6に登場。オーストリアの女帝。アントワネットの母。15歳の皇女時代が描かれ、周辺諸国の野心の標的にされる。幼い頃からフランツに恋しており、当時の王侯貴族としては奇跡に近い恋愛結婚で結ばれることになる。当初、婚約者とされたクレメンスは健康で利発で美しい王子と評判だったが、年が離れていてフランツに恋心を抱いていたこともあり彼の兄クレメンスとの結婚を望んではいなかった。1994年に同筆者が描いた、エカテリーナ2世からは恵まれた恋愛、王位継承、子宝などで嫉妬に近い感情を抱かれていた。父カール6世の死後、勃発したオーストリア継承戦争で一歩も譲歩することなくプロイセンと断固戦う決意を固めており、オーストリア軍の脆弱さを知るフランツが条件次第では和睦を考え、交渉の場で少しでも譲歩しそうになると介入した。
フランソワ・ステファン・ド・ロレーヌ
エピソード6に登場する。ロレーヌ公国の第2王子。アントワネットの父。陽気で親しみやすい性格で、卓越した財政の才能を有している。再従兄妹（はとこ）の幼馴染マリア・テレジアとはお互いに好意を持っており、彼女にはフランツと呼ばれる。マリア・テレジアの父である父方の従伯父・神聖ローマ皇帝カール6世のお気に入りでもあった。兄クレメンスの急死と後を追うように父が亡くなったことにより、ロレーヌ公になる。フランスがマリア・テレジアとの結婚を認める代償にと、領地をルイ15世の舅に譲渡させられた。結婚後、相思相愛の恋愛結婚とはいえ妻の家臣やオーストリア国民からは添え物扱いで侮蔑され、男児誕生を望む臣民の期待に反して女児ばかりなのは夫の所為だと非難され、その他数え切れない嫌がらせを受けるという屈辱の人生を送ることになる。しかし、徐々に寛大で陽気な人柄の良さに気づいた臣民に慕われるようになり、ルイ15世に故国と引き換えに押しつけられた赤貧国家トスカーナ大公国の財政改革を行ってオーストリアを支える金庫とし、カール6世の残した借金を清算した上で戦費と国債の発行における保証人になれるほど莫大な財産を作りオーストリアを支えた。1765年8月18日の夕刻、急死した際には悲しむ人々が葬儀に参列した。自身は知らぬことながら、その名がオスカルのミドルネームに付けられた。
ルイ15世
エピソード6に登場するが、強国ゆえにロレーヌ公国がオーストリアの手に渡るのを嫌悪し、ロレーヌ公フランソワとオーストリアのマリア・テレジアの結婚を認める代わりにロレーヌ公国の統治権を自身の正妃の父であるポーランド国王に譲渡させる条件を押しつけた。ロレーヌがオーストリア・ハプスブルク家の所領になれば欧州の均衡が崩れるばかりかフランスとロレーヌの戦争にもなり、どうしても結婚したければ条件を呑めとレニエを通じて迫った。その代償としてフランソワに大公国とは名ばかりのトスカーナ大公国の君主の座を与えた。名家であるジャルジェ家の当主の妻に異国の貧乏貴族の娘などとんでもないと最初は結婚の許可を求めるレニエにジョルジェットとの結婚を許さず別の良い縁談を探そうとしたが、ルイ13世の宮廷画家を務めたラ・トゥールの曽孫だと知り結婚を許した。
カール13世
グスタフ4世の叔父で、彼に代わるスウェーデンの新たな国王となった。しかし、60歳を過ぎた高齢であり病弱で世継ぎとなる男児がいなかったのでデンマークより皇太子カール・アウグストを迎えるが、軍事演習中の落馬事故で失う。新たにナポレオン麾下のベルナドット将軍を摂政王太子とする。

#### 貴族関連
ディアンヌ・ド・ソワソン
エピソード4に登場したアランの妹。既に他界しているが、クライマックスのキーキャラクターでもある。
男性
エピソード4に登場。本編では顔も出さなかった、ディアンヌの元婚約者。新エピソードでも名前の記述がない。ディアンヌに紹介されアランに挨拶までしたが、シュザンヌに乗り換えたとアランの逆鱗に触れた。妻に心変わりをしてディアンヌを裏切ったことは事実だが、金に目が眩んで乗り換えたというアランの言葉とは不一致の夫婦愛に満ち溢れた姿は彼の金持ちや大貴族に対する偏見に基づく想像である可能性がある。しかし、詳細は不明。
ソフィア・フォン・フェルゼン
エピソード5に登場。フェルゼンの妹。本当に旅行だった本編とは異なり、兄とマリー・アントワネットの橋渡し役をしていた。ドレスを着たオスカルにジャルジェ家に関連した人物以外で気がついた人物である。フランス宮廷貴族から「時代遅れのドレス」と陰口を叩かれている。以降は本編同様の流れで進み、オスカルに求婚するも身を引いたフローリアンに手紙を書いている。この時点で独身、フェルゼンから兄に倣って独身を貫くつもりかと問われた。バスティーユ襲撃後、平民議員排除の命に背いて官位剥奪と営巣入りで生き永らえたフローリアンを迎え入れる。しかし、兄同様、革命の死地であるフランスへ旅立つフローリアンを見送ることになった。お互いにプライドの高すぎる部分まで似ており、縋って引き留めることすら出来なかった。
エピソード9でロザリーとフランソワを迎え入れ、兄からの伝言でフランソワに王立図書館の仕事を世話する。アントワネットの死によりフェルゼンが生きながら死んでいるとロザリーに語る。兄の死後、兄の日記をロザリーに見せ、自身の手で焼いて灰にすることを告げた際にフローリアンが年を取らないように見える謎についてロザリーに語った。
ラ・ファイエット侯
エピソード5に登場。本編同様、三部会で、議場から排除されそうになった平民議員を守った。
ジョルジェットの母
エピソード6に登場。ロレーヌの貧乏貴族の未亡人。娘には内密にしていたが、援助を目的とした縁談を持ち出すほどに困窮に喘いでいた。ジョルジェットが絵を描くのは血筋と言う家系であり、邸内には祖父（ジョルジェットには曽祖父）ジョルジュ・ド・ラ・トゥールの所有する絵が飾られている。娘の恋に驚くが、お詫びにとウリアスの話し相手を務める内に惹かれ合い再婚した。
メルシー伯
エピソード8でアントワネットの遺品の1つを贈る相手として名前が出た。マリア・テレジアが派遣した駐仏オーストリア大使。アントワネットの教育係でもある。本編の途中から描かれなくなるもベルサイユ宮殿にはいたことがマリー・テレーズの証言で明らかだが、アントワネットが処刑された時点ではフェルゼンと同じくベルギーに滞在している。

#### その他
マリー・クリスティーヌ
エピソード1に登場。本名は「クリスティーヌ」。アンドレと同じ村で育った幼馴染。アンドレに自身のリボンを渡し、お返しにアンドレからドングリを貰っている。両親が亡くなって病身の弟を抱えて村を出てパリの酒場で働くも周囲に嫌がらせをされたこともあり失敗続きだったが、貴族の養女の教育を受けてオルレアン公の寵姫となった。アンドレに対する想いは恋愛感情に育っていて再会して彼だとわかったが、アンドレには気づいて貰えなかった。オルレアン公の平民の味方気取りを真に受けていた。表向きは男爵令嬢ということになっているが、王族であるオルレアン公の寵姫とはいえ平民の女性である。
マクシミリアン・ド・ロベスピエール
エピソード1とエピソード4に登場するが、エピソード2ではパレ・ロワイヤルにいる。エピソード4ではベルナールの会話に名前が出るだけ。
ベルナール・シャトレ
エピソード4とエピソード8に登場するロザリーの夫。パリ在住のジャーナリスト。貴族の父親に母親共々に捨てられた過去ゆえに「王侯貴族は悪」という価値観に囚われている。アランの行き先を聞いても教えられず、ル・ルーのことは知らない様子だった。エピソード8では回想シーンで本編同様、黒い騎士の姿で登場。エピソード9で、皇帝に即位する前にナポレオンを暗殺しようとするが、失敗してアラン共々に射殺された。
シュザンヌ
エピソード4に登場。ディアンヌの元婚約者の妻。子供を身籠っている。相思相愛の仲睦まじい夫婦であり、身重の体で夫を守ろうとアランの銃口の前に飛び出し夫の盾になろうとした。
リュシール
エピソード6に登場。ジョルジェットの小間使い。
ウリアス
財産家。親子ほど年齢が離れているが、ジョルジェットを妻に欲しいと申し込んだ。ジョルジェットが幼い頃から彼女のことを知っており、老後の寂しい日々を寄り添って欲しいとジョルジェットに想いを告げた。彼女の恋を知り、密かにその幸福を祈って身を引くが、後にジョルジェットの母と再婚して義父になった。
画家
名前は不明だが、ジョルジェットの亡き父の手ほどきを受けた人物であり、その証言によりルイ13世の御世に宮廷画家を務めたジョルジェットの曽祖父のことをガルティエ（レニエ・ド・ジャルジェ）とジョルジェットに語り、2人の結婚の大きな力になった。後に、ジャルジェ家の娘達の肖像画を描く姿があった。オスカルの肖像画を描いた画家によく似ている。
女性
名前は不明。オスカルと同じ顔なのだが、オスカル自身は「姉上のような女性」と評した。アントワネットの輿入れが決まった11歳の時、父レニエにより剣の稽古でこてんぱんにやられた直後、庭に立っていた。それ以降も折につけ、オスカルの前にだけ現れる。アントワネットがフランス王太子妃として宮廷に初お目見えの時、仮面舞踏会でオスカルとアントワネットが初めてフェルゼンと出会った夜に「これから、お前の知らなかった苦しみが始まるのだ。」と告げて消えた。アントワネットフェルゼンの噂が蔓延したことで一時的に帰国したフェルゼンが再びフランスの土を踏んだ際、深夜の教会から音楽が聞こえてきたので扉を開いて入った時、少女の成長した姿である女性の挙式を目撃した。しかし、この一連の不可解な出来事はオスカルにしか見聞きしておらず、アンドレは何も見ていないし聞いてもいない。我が子を抱えて馬車に乗る女性の姿をもオスカルは目撃し、生涯にただ1度だけドレスを纏いフェルゼンと踊って彼に対する片恋を諦めた夜、オスカルが躍る前にオスカルとしてフェルゼンと躍っていた。深夜、ベルサイユ宮殿の「鏡の間」でオスカルが鏡に手を触れていたところ、鏡を通り抜けて異空間に入り込んだことで薄々は正体を察した彼女に「私はお前の諦めたモノのすべてだ」と語った。
アブラアン・ルイ・ブレゲ
スイス、ヌーシャテルで生を受けた天才時計師。時計の歴史を200年早めたとも云われる。スイスからやって来て、あっという間にシテ島に工房を構えた。同郷の誼（よしみ）でマラーと交流がある。貧しい市民に心を寄せており、当初はアントワネットの「永遠に動き続ける懐中時計」の注文を迷惑がっていたが、時計師としての誇りゆえに情熱を傾けて完成を目指す。
マラーに強く国外退去を勧められていたため、差し入れを尋ねてアントワネットが「ブレゲの時計を」と答えたことで踏み込んで来た革命委員会から一足違いで逃れてスイスの郷里ヌーシャテルに息子アントワーヌと共に避難した。政情が落ち着いたフランスに戻って工房を再開し、志半ばで倒れたなら遺志を継いで時計を完成させるようにと息子に言いつけていた。1802年、アントワネットが発注してから19年の歳月がかかるも懐中時計は完成し、その直後に倒れて懐中時計に「マリー・アントワネット No.160」と命名するようにとアントワーヌに告げた。1815年に「レジヨン・ドヌール勲章」を受勲、1823年に76歳で生涯を閉じた。
ジャン・ポール・マラー
エピソード8に登場し、同郷のよしみでベルゲと親しい。本業は医師。反王室思想の持ち主。貧しい市民のために作りたいのに、王侯貴族からの贅の限りを尽くした時計の注文に悩むベルゲに発明には資金が必要だと諭す。しかし、危険な情勢に傾くとアントワネットの注文した時計作りなどやめるように警告する。アンドレの証言によれば、プロヴァンス伯共々に王位に対する野心を抱くアルトア伯と繋がりがある。
アントワーヌ・ブレゲ
ブレゲの息子。パリで生を受けた。父親と共にスイスに避難し、工房が再開されると病身の父親を案じて支えていたが、父の死後は工房を受け継いだ。
フランソワ・シャトレ
ベルナールとロザリーの息子。オスカルがバスティーユ襲撃で戦死した1789年に誕生。ロザリーの初恋の人オスカル・フランソワのミドルネームを命名された。両親の影響もあり、ジャコバン派的思想の持ち主。周囲の熱狂に流されやすい。1804年、15歳の時に父ベルナールがアランと共にナポレオン暗殺を決行する直前、スウェーデンに向かう亡命の道行きで母ロザリーを支える。スイスを目前にして父とアランの死を知る。フローリアンの助けでスウェーデンのフェルゼンの屋敷に辿り着き、ソフィアにより街中に住居を与えられ、フェルゼンの推薦で王立図書館の法律顧問職員として勤務するのだった。フェルゼンが暗殺された日、その危険を知らせたことを裏切りと断じた仲間に惨殺された友人ノーベルの遺言とソフィアの「兄ハンス・アクセルの愛と死に何の意味があるのか、後世の歴史家の手に委ねればいい。」という言葉もあり、スウェーデンに留まることを母ロザリーに告げた。翌年、新たな王位継承者として迎えられたベルナドット王家初代国王となるシャルル・ベルナドット将軍の一粒種、皇太子オスカル（オスカル1世）の教育係に抜擢される。エピソード9の最後で、母の死を看取った。
『エロイカ』では父ベルナールを殺された私怨に囚われるも母ロザリーに共和制の理念を諭されて乗り越えたが、エピソード9ではそんな様子は無かった。
ナポレオン・ボナパルト
『栄光のナポレオン-エロイカ』の主人公。コルシカ出身の軍人。統領政府の第一統領（第一執政）。共和制の守護者としての英雄であることを望まれていたが、徐々に皇帝となる野望を抱くようになる。恩顧の将軍でもあるアラン・ド・ソワソン、ジャーナリストのベルナールなど共和制の守護者であることを捨てて皇帝位を望んだことで殺意を抱かれて暗殺に至る者や母レティツィアやコメディ・フランセーズの愛人ジョルジーナのように国民の代表者たることを捨てたことに失望して離れる者も少なくはない。
『栄光のナポレオン〜』はベルナールの撃った銃弾は顔の左側をかすめたが、エピソード9では右側に変更された。
執事
フローリアンの使用人。ロザリーが年齢の相違に別人ではと疑いながらも「ジェローデルさまでは?」と食い下がるが、鋭い眼光と厳しい言葉で黙らせる。
ファビアン・ノーベル
フランソワの王立図書館の同僚。ノーベル一族の一員。科学者ばかりのノーベル一族にあってスウェーデンの王制を廃止し、民主共和制を願い活動している。大国の思惑に揺れる小国ゆえの悲運を背負う故国スウェーデンを憂いており、中傷記事で煽動された民衆がフェルゼンを殺そうとしているとフランソワに警告する。暗殺当日、仲間に裏切り者と呼ばれて刺殺されてしまう。死に際、故国スウェーデンの行く末を見届けて欲しいとフランソワに懇願して息を引き取る。
副官
フェルゼンを守ろうとした唯一の軍人。暴徒と化した民衆に連れ去られたフェルゼンを救おうと近衛連隊に暴徒を蹴散らせと命じるも拒絶され、彼らもまた皇太子の事故死はフェルゼンが王位を狙っての暗殺だという風聞を真に受けていることを知り愕然となる。

## 書誌情報

### 単行本
- 池田理代子 『ベルサイユのばら』 集英社〈マーガレットコミックス〉、全14巻
  1. 「新しい運命のうずの中に！の巻」1972年10月25日発売[27]、ISBN 4-08-850106-3
  2. 「栄光の座によいしれて！の巻」1972年11月25日発売[28]、ISBN 4-08-850108-X
  3. 「ゆるされざる恋の巻」1973年3月24日発売[29]、ISBN 4-08-850116-0
  4. 「黒い騎士をとらえろ！の巻」1973年7月25日発売[30]、ISBN 4-08-850124-1
  5. 「オスカルの苦しみの巻」1973年9月25日発売[31]、ISBN 4-08-850131-4
  6. 「燃えあがる革命の火の巻」1973年11月25日発売[32]、ISBN 4-08-850137-3
  7. 「美しきちかいの巻」1974年1月25日発売[33]、ISBN 4-08-850142-X
  8. 「神にめされて…の巻」1974年2月25日発売[34]、ISBN 4-08-850142-X
  9. 「いたましき王妃の最後の巻」1974年3月25日発売[35]、ISBN 4-08-850148-9
  10. 「外伝／黒衣の伯爵夫人の巻」1974年4月25日発売[36]、ISBN 4-08-850151-9
  11. 「エピソード編・1」2014年8月25日発売[37]、ISBN 978-4-08-845251-7
  12. 「エピソード編・2」2015年7月24日発売[38]、ISBN 978-4-08-845409-2
  13. 「エピソード編・3」2017年1月25日発売[39]、ISBN 978-4-08-845701-7
  14. 「エピソード編・4」2018年3月23日発売[40]、ISBN 978-4-08-844002-6
- 池田理代子 『ベルサイユのばら 外伝』 実業之日本社〈MBコミックス〉、全2巻
  1. 「上」1985年10月3日発行、ISBN 4-408-43000-5
  2. 「下」1985年10月3日発行、ISBN 4-408-43001-3
- 池田理代子 『ベルばらKids』 朝日新聞出版、全7巻
  1. 2006年10月6日発売[41]、ISBN 4-02-330376-3
  2. 2007年8月7日発売[42]、ISBN 978-4-02-330382-9
  3. 2008年7月4日発売[43]、ISBN 978-4-02-330394-2
  4. 2009年1月9日発売[44]、ISBN 978-4-02-330410-9
  5. 2010年1月8日発売[45]、ISBN 978-4-02-330478-9
  6. 2011年8月5日発売[46]、ISBN 978-4-02-330962-3
  7. 2013年3月7日発売[47]、ISBN 978-4-02-331184-8

### 文庫版
- 池田理代子 『ベルサイユのばら』 集英社〈集英社漫画文庫〉、全10巻
  1. 1977年9月30日発行、ISBN 4-08-612071-2
  2. 1977年9月30日発行、ISBN 4-08-612072-0
  3. 1977年10月31日発行、ISBN 4-08-612073-9
  4. 1977年10月31日発行、ISBN 4-08-612074-7
  5. 1977年11月30日発行、ISBN 4-08-612075-5
  6. 1977年11月30日発行、ISBN 4-08-612076-3
  7. 1977年12月31日発行、ISBN 4-08-612077-1
  8. 1978年1月31日発行、ISBN 4-08-612078-X
  9. 1978年2月28日発行、ISBN 4-08-612079-8
  10. 1978年3月31日発行、ISBN 4-08-612080-1
- 池田理代子 『ベルサイユのばら』 集英社〈集英社文庫〉、全5巻
  1. 1994年12月1日発売[48]、ISBN 4-08-748220-0
  2. 1994年12月1日発売[49]、ISBN 4-08-748221-9
  3. 1994年12月1日発売[50]、ISBN 4-08-748222-7
  4. 1994年12月1日発売[51]、ISBN 4-08-748223-5
  5. 1994年12月1日発売[52]、ISBN 4-08-748224-3
- 池田理代子 『ベルばらKids』 朝日新聞出版〈朝日文庫〉、全2巻
  1. 「上」2016年4月7日発売[53]、ISBN 978-4-02-261852-8
  2. 「下」2016年4月7日発売[54]、ISBN 978-4-02-261853-5

### 愛蔵版
- 池田理代子 『ベルサイユのばら』 集英社、1976年4月、全5巻
- 池田理代子 『愛蔵版 ベルサイユのばら』 中央公論社、全2巻
  1. 1987年3月28日発行、ISBN 4-12-001559-9
  2. 1987年4月28日発行、ISBN 4-12-001560-2
- 池田理代子 『ベルサイユのばら外伝』 中央公論社〈Chuko☆comics〉、1990年2月28日発行、ISBN 4-12-001898-9

### 復刻版
- 池田理代子 『ベルサイユのばら外伝 復刻版』 実業之日本社、2003年6月発行、ISBN 4-408-61229-4

### 完全版
- 池田理代子 『完全版 ベルサイユのばら外伝』 中央公論新社〈中公文庫〉、全2巻
  1. 2004年10月23日発行、ISBN 4-12-204439-1
  2. 2004年10月23日発行、ISBN 4-12-204440-5
- 池田理代子 『ベルサイユのばら 完全版』 集英社〈集英社ガールズコミックス〉、全9巻
  1. 2005年12月19日発売[55]、ISBN 4-08-855133-8
  2. 2005年12月19日発売[56]、ISBN 4-08-855134-6
  3. 2006年1月19日発売[57]、ISBN 4-08-855135-4
  4. 2006年2月17日発売[58]、ISBN 4-08-855136-2
  5. 2006年3月17日発売[59]、ISBN 4-08-855137-0
  6. 2006年4月19日発売[60]、ISBN 4-08-855138-9
  7. 2006年5月19日発売[61]、ISBN 4-08-855139-7
  8. 2006年5月19日発売[62]、ISBN 4-08-855140-0
  9. 2006年6月19日発売[63]、ISBN 4-08-855141-9

### 廉価版
- 池田理代子 『ベルサイユのばら』 講談社〈講談社プラチナコミックス〉、全6巻
  1. 「王妃 マリー・アントワネット誕生」2013年3月19日発売[64]、ISBN 978-4-06-377756-7
  2. 「近衛連隊長オスカルとアンドレ」2013年3月19日発売[65]、ISBN 978-4-06-377765-9
  3. 「渦巻く愛のゆくえ」2013年4月17日発売[66]、ISBN 978-4-06-377777-2
  4. 「迫り来る革命の足音」2013年5月15日発売[67]、ISBN 978-4-06-377792-5
  5. 「オスカルとアンドレ、永遠の愛」2013年6月19日発売[68]、ISBN 978-4-06-377812-0
  6. 「嵐に散った美しきバラたち」2013年7月17日発売[69]、ISBN 978-4-06-377830-4

### 豪華限定版
- 池田理代子 『ベルサイユのばら 1972-73 豪華限定版』 復刊ドットコム、全7巻
  1. 2016年9月発行、ISBN 978-4-8354-5394-1
  2. 2016年11月発行、ISBN 978-4-8354-5395-8
  3. 2017年1月発行、ISBN 978-4-8354-5396-5
  4. 2017年3月発行、ISBN 978-4-8354-5397-2
  5. 2017年5月発行、ISBN 978-4-8354-5398-9
  6. 2017年7月発行、ISBN 978-4-8354-5399-6
  7. 2017年9月発行、ISBN 978-4-8354-5400-9

### イラスト集
- 『ベルサイユのばら オールカラーイラスト全集』（集英社〈週刊マーガレット特別編集〉、1976年4月30日発行）雜誌コード：0429-4/30
- 『池田理代子 ベルサイユのばら 自選複製原画集』（集英社、1979年3月20日初版発行）0071-790001-3041
- 池田理代子プロダクション共同プロジェクト画集『ベルサイユのばら オールカラーイラスト集』（JTBパブリッシング、2003年11月1日初版発行）ISBN 978-4-533-05012-1

### 関連書籍
集英社より
- 『ベルばら連載開始30周年記念 ベルサイユのばら大事典』2002年10月8日発売[70]、ISBN 4-08-782052-1
- 『大人のぬりえ ベルサイユのばら ビギナー編』2006年7月26日発売[71]、ISBN 4-08-781354-1
- 『大人のぬりえ ベルサイユのばら アドバンス編』2006年7月26日発売[72]、ISBN 4-08-781355-X
- 『ベルサイユのばらカルタ』2010年11月10日発売[73]、ISBN 978-4-08-780582-6
- 『ベルサイユのばら 365日幸せノート』2015年11月25日発売[74]、ISBN 978-4-08-780772-1
- 『大人のぬりえ ベルサイユのばら なぞり描き編』2018年11月26日発売[75]、ISBN 978-4-08-781665-5
- 『ベルサイユのばら アニバーサリーブック 愛と感謝の50周年』2022年9月15日発売[76]、ISBN 978-4-08-790083-5

JTBパブリッシングより
- 『「ベルサイユのばら」の街歩き パリ・ベルサイユ』2002年12月25日発売、ISBN 4-533-04571-5
- 『「ベルサイユのばら」その謎と真実 永久保存版』2003年1月1日発売、ISBN 4-533-04570-7
- 『永遠の「ベルサイユのばら」』2008年1月1日発売、ISBN 978-4-533-06994-9

宝島社より
- 『別冊宝島 私たちの好きなベルサイユのばら 完全保存版』池田理代子プロダクション監修、2003年4月27日発売、ISBN 4-7966-3184-4
- 『ベルサイユのばら 麗しのふせんBOOK』2013年12月13日発行、ISBN 978-4-8002-1827-8

ぴあより
- 『ぴあMOOK 「ベルばら」連載45周年記念 ベルサイユのばらぴあ』2017年4月10日発売、ISBN 978-4-8356-3203-2

新潮社より
- 『「ベルサイユのばら」の真実　とんぼの本』池田理代子・芸術新潮編集部共編、2025年6月26日発売、ISBN 978-4-10-602310-1

## 宝塚歌劇
宝塚歌劇団で公演された演劇作品。1974年初演。

## テレビアニメ
1979年10月10日から1980年9月3日まで日本テレビおよびその系列局で放送されたテレビアニメ。全40話＋総集編1話。放送時間は毎週水曜19:00-19:30（日本標準時）。タイトルロゴは「ユ」が拗音のように小さく書かれている。
フランスとイタリアでは、『Lady Oscar』のタイトルで放送された。
1993年から94年にかけて、『中公コミック・スーリ（アニメ版） ベルサイユのばら』全12巻が中央公論社にて刊行、1996年に中公文庫コミック版として再販された。
2014年5月からは、アニメ専門チャンネルのアニマックスでデジタルリマスター版の放送を開始。同年9月24日には、バンダイビジュアルから本作を収録したBlu-ray BOXが発売された。
2015年5月から、NHK BSプレミアムでデジタルリマスター版の放送を開始。
2025年1月17日より、同年の劇場アニメ『ベルサイユのばら』公開を記念してYouTubeで毎週5話ずつ全話配信。

### キャスト
主要人物
- オスカル - 田島令子（幼少期 - 鈴木れい子）
- アンドレ - 志垣太郎（幼少期 - 野崎貴美子）
- マリー・アントワネット - 上田みゆき
- フェルゼン - 野沢那智、堀勝之祐（第6話 - 第8話）
- ロザリー - 吉田理保子

ジャルジェ家
- ジャルジェ将軍 - 内海賢二
- ジャルジェ夫人 - 菊池紘子
- ばあや（マロン・グラッセ） - 京田尚子
- ラソンヌ先生 - 飯塚昭三

王家
- ルイ16世 - 安原義人
- ルイ15世 - 勝田久
- デュ・バリー夫人 - 来宮良子
- オルレアン公 - 市川治（第2話 - 第24話）、仁内建之（第27話 ）
- アデライード内親王 - 近藤多佳子
- ビクトワール内親王 - 木村有里
- ソフィー内親王 - 本山可久子
- アルトワ伯 - 沢井正延
- マリー・テレーズ王女 - 菅谷政子
- ルイ・ジョゼフ - 松尾佳子
- ルイ・シャルル - 三田ゆう子
- マリア・テレジア - 北村昌子
- ヨーゼフ皇帝 - 松岡文雄

貴族
- ポリニャック伯夫人 - 武藤礼子
- シャルロット - 小宮和枝
- ド・ギーシュ公爵 - 石田太郎
- ド・ゲメネ公爵 - 寺島幹夫
- ノワイユ伯夫人 - 宗形智子
- メルシー伯 - 村越伊知郎
- カウニッツ総理 - 田中康郎
- ミラボー伯 - 緒方賢一
- ド・マルデン侯 - 緒方賢一
- モン・サベール公 - 西村知道
- ラ・ファイエット候 - 千田光男
- ド・ローネー侯 - 徳丸完

軍関係者
- アラン - 山田俊司
- ジェローデル - 三景啓司
- ブイエ将軍 - 増岡弘、飯塚昭三（第1話）
- ラ・ボーム大佐 - 仲木隆司
- ダグー大佐 - 塚田正昭
- ラサール - 井口成人
- ランベスク公 - 吉水慶

革命派
- ベルナール - 野島昭生
- ロベスピエール - 森功至
- サン・ジュスト - 古川登志夫

首飾り事件関係者
- ジャンヌ - 松金よね子
- ニコラス - 池水通洋
- ローアン大司教 - 鎗田順吉
- ブーレンビリエ侯夫人 - 島美弥子
- ニコル・ド・オリバ - 松島みのり
- レトー - 加藤修
- 宝石商ベメール - 北村弘一
- 裁判長 - 加藤精三

市井の人々
- ニコール・ラ・モリエール - 公卿敬子
- ピエール坊や - 秋野真理子
- ピエールの母 - 加川三起
- ノエル（アラス亭の主人） - 緒方賢一
- 農夫スガン - 飯塚昭三
- スガン夫人 - 秋元千賀子
- ジルベール（スガンの息子） - 小宮和枝
- カトリーヌ（スガンの娘） - 戸田恵子
- ディアンヌ - 岡本茉莉
- アランの母 - 杉田郁子
- 吟遊詩人の息子 - 野沢雅子
- 片足の吟遊詩人 - 小川真司

その他
- ローズ・ベルタン嬢 - 森ひろ子
- ジャン（にせアントワネット） - 太田淑子
- シャルル・コルデー （元近衛隊士の爆弾魔）- 塩沢兼人
- アルマン画家 - 宮内幸平
- ネッケル大臣 - 大木民夫
- 語り手 - 本山可久子
- その他 - 熊倉重之、田中崇、有馬瑞子、高木早苗、潘恵子、安田隆、平林尚三、石丸博也、中村武巳、山田礼子、巴菁子、鈴木清信、叶年央、香椎くに子、佐藤由美子、酒井環、千葉繁、黒部鉄、松田重治、林一子、馬場はるみ、島木綿子、佐久間あい、筒井たか子、峰あつ子、宮下勝、若本紀昭、山岡葉子、戸部光代、千々松幸子、広瀬正志、長堀芳夫、柴田清子、弥永和子、久保田民絵、稲葉実、有本欣隆、浅井淑子、上田敏也、政宗一成、岡田和子、火野捷子、石森達幸、川波葉子、藤城裕司、榊原良子、沼波輝枝、平林尚三、千田光男、翠準子、長島亮子、高島雅羅、芝夏美、村山明、谷口節、菅谷政子 など

### スタッフ
- 原作 - 池田理代子[77]
- 企画 - 梅谷茂（日本テレビ）[77]、山本又一朗[77]（キティ・フィルム）[要出典]
- 音楽 - 馬飼野康二[77]
- キャラクターデザイン・作画監督 - 荒木伸吾、姫野美智[77]
- 美術監督 - 窪田忠雄（ - 第18話、第20話）、川井憲（ - 第18話、第20話）、水谷利春（第19話、第21話 - ）[77]
- 撮影監督 - 高橋宏固、宮内征雄[77]
- 録音監督 - 山田悦司（第13話 - ）[77]
- 選曲 - 鈴木清司[77]
- 文芸担当 - 本間一行[77]
- 制作担当 - 青野史郎[77]
- 総監督 - 長浜忠夫（ - 第13話）[77]
- チーフディレクター - 出崎統（第19話 - ）[77]
- プロデューサー - 銀谷精一（日本テレビ）、加藤俊三（東京ムービー新社）[77]
- 美術補佐 - 松宮正純、高野正道
- 撮影 - 高橋プロダクション　平山昭夫、斉藤佳三、中村喜則、大田勝美、高橋宜久、細野正
- 録音演出 - 河村常平（ - 第15話）、長浜忠夫（第2話 - 第10話）[77]
- 録音技術 - 飯塚秀保
- 音響効果 - 東洋音響
- 編集 - 鶴渕允寿、高橋和子
- タイトル - 高具秀雄
- 動画チェック - 堀越新太郎
- 特殊効果 - 佐藤通子、林好美
- 色指定 - 山名公枝、伊藤純子
- 制作進行 - 横溝隆久、尾崎穏通、土岐友二、水島定昭、水沼健二
- 録音 - 東北新社[77]
- 現像 - 東洋現像所
- 製作 - 東京ムービー新社[77]

### 制作
原作者池田理代子のお気に入りであるアランは、年下で登場時に派手に反抗した原作の展開が、年長で大人のキャラに変更されており、最終回では軍を辞めて農夫をしていた後日譚が語られる。池田はこの後日談を人づてに聞いて驚いたが、『永遠のベルサイユのばら』でのインタビューによれば、アニメは最初の方を少ししか見ておらず、アランは10週で打ち切られることがなければ衛兵隊の中で唯一生き残り、隻腕の将軍にするつもりだった。そのため、農夫にされたことを不満に思って『栄光のナポレオン-エロイカ』に登場させたわけではなく、『エロイカ』にアランが登場することはだいぶ前から決めていた。
オスカルとアンドレが相思相愛になってから一夜を共にするまで幾らか間があった原作とは異なり、身も心も結ばれるアニメでの唯一の機会である第37話制作の際は「きれいな演出を」という制作側の意向を受け、通常1週間の打ち合わせを3週間かけた。激論の末、この回の脚本担当だった杉江慧子の推す、原作とは異なるホタルの幻想的シーンが決定された。原作の結ばれ方だと貴族の令嬢が従僕を部屋に連れ込む形で不自然であり、女性の側から告白するにはそれなりの準備と背景と気持ちが必要であるというのが、杉江の論拠である。

#### 監督の交代
スタッフの証言によると、長浜監督降板の原因はオスカル役の田島令子が長浜の演出に反発し、日本テレビのチーフプロデューサーに相談したことが発端だという。日本テレビのチーフプロデューサーは東京ムービーの社長と談判して監督交代に至った。田島が反発したのは長浜の要求する演技があまりにも大袈裟だったことにあったという。テレビアニメ『巨人の星』の監督であり、『ベルサイユのばら』テレビアニメの13話まで総監督を担当した長浜忠夫は、『巨人の星』でも用いられたこれでもかと声高に説明していく独特の「長浜調」の演出を行なった。長浜の演出が散文的なものとすれば、後任となった出崎統は対照的に、あまり絵を動かさない詩的な演出だった。そのため『ベルばら』はアニメファンのあいだで熱烈な支持を得るようになったと文芸の山崎敬之はコメントしている。2023年にテレビ朝日の取材を受けた田島本人も「演出家の演技指導と私の演技方法との違いから、制作サイドの意向により彼は現場を去ることになりました」と語っている。
急遽、打診を受けた出崎統は、プロデューサーの1人から「好きにやって下さい」と請われたものの、「監督がいるのに監督をやる訳には行かない」として、長浜忠夫が完全に降板した後に監督就任を受諾した。そのため、監督が空白である14話 - 18話は、長浜・出崎の双方のチェックが一切入っていない。出崎は長浜が手掛けた13話分の数話を視聴して、キャラクターデザインを手掛けた荒木伸吾の良さが出ていないと感じ、荒木に「これは美少女モノじゃない。思いっきりやってくれ。リアルにやりましょうよ」と直接語り掛け、荒木の了解の基、19話から絵柄が大きく変わることになった。出崎は「よりドラマチックに作っていこうと。フランス革命が後で舞台になって行く訳ですから、ちゃんと皆の生き様がないと形だけになっちゃう。革命の中でオスカルとアンドレは名も無い戦士として散っていく。それが僕にとってのテーマで、彼らの姿をドキュメントしようと思って作った」と述懐している。
本作の作画監督とキャラクターデザインは全話を通じて荒木伸吾と姫野美智だが、アニメライターの小黒祐一郎によると出崎監督への交代に伴って作画監督も出崎とのコンビで知られる杉野昭夫になったとする誤解が存在する。この原因は1992年に日本ソフトシステム発売されたレーザーディスクのジャケットが本作には未参加の杉野によって描かれたからではないかと小黒は推測している。

### 主題歌
オープニングテーマ「薔薇は美しく散る」
作詩 - 山上路夫 / 作曲・編曲 - 馬飼野康二 / 歌 - 鈴木宏子
エンディングテーマ「愛の光と影」
作詩 - 山上路夫 / 作曲・編曲 - 馬飼野康二 / 歌 - 鈴木宏子、志垣太郎
上記2曲を収録したLPレコード『ベルサイユのばら オリジナル・サウンドトラック 薔薇は美しく散る』と『ベルサイユのばら 名場面音楽集 薔薇は美しく散る』がキティ・レコードから発売された。また、この2曲（フルバージョン・テレビバージョン）とBGMがCDアルバム『ベルサイユのばら 薔薇は美しく散る オリジナル・サウンドトラック&名場面音楽集』に収められている。2016年、ユニバーサルミュージックより3枚組CD-BOX『ベルサイユのばら 音楽集 [完全版]』が発売された。この『ベルサイユのばら 音楽集 [完全版]』では馬飼野の曲だけでなく、作中で流れたバッハ、ボッケリーニ、ラモー、グノーら古典音楽も本編を音源として収録されている。
作中においては、馬飼野が直前に手がけた『劇場版 エースをねらえ!』のBGMが多数流用された他、音楽プロデューサーの鈴木清司が選曲にあたった関係で、鈴木が参画した作品で使用された劇伴も随所に流れている。

### 挿入歌・イメージソング
「私はとらわれびと」
作詞 - 来生えつこ / 作曲・編曲 - 馬飼野康二 / 歌 - 鈴木宏子
「愛ゆえの哀しみ」
作詞 - 山上路夫 / 作曲・編曲 - 馬飼野康二 / 歌 - 鈴木宏子、田島令子
「MAGICAL ROSE」
作詞 - Alice Sokulas / 作曲・編曲 - 馬飼野康二 / 歌 - ブロウニー
「星になるふたり」
作詞 - 片桐和子 / 作曲・編曲 - 馬飼野康二 / 歌 - ブロウニー

### 各話リスト
| 話数 | サブタイトル                 | 脚本                     | 絵コンテ   | 演出                         | 放送日          |
| ---- | ---------------------------- | ------------------------ | ---------- | ---------------------------- | --------------- |
| 1    | オスカル! バラの運命         | 篠崎好                   | 小田響堂   | 山吉康夫                     | 1979年 10月10日 |
| 2    | 舞え! オーストリアの蝶       | 篠崎好                   | -          | 今沢哲男                     | 10月17日        |
| 3    | ベルサイユに火花散る         | 山田正弘                 | -          | 岡崎稔                       | 10月24日        |
| 4    | バラと酒とたくらみと…        | 山田正弘                 | -          | 永丘昭典                     | 10月31日        |
| 5    | 高貴さを涙にこめて…          | 山田正弘                 | -          | 山吉康夫                     | 11月7日         |
| 6    | 絹のドレスとボロ服           | 杉江慧子                 | 高屋敷英夫 | 出﨑哲                       | 11月14日        |
| 7    | 愛の手紙は誰の手で           | 杉江慧子                 | -          | 永丘昭典                     | 11月21日        |
| 8    | 我が心のオスカル             | 篠崎好                   | -          | 出崎哲                       | 11月28日        |
| 9    | 陽は沈み陽は昇る             | 篠崎好                   | -          | 永丘昭典                     | 12月5日         |
| 10   | 美しい悪魔ジャンヌ           | 山田正弘                 | -          | 山吉康夫                     | 12月12日        |
| 11   | フェルゼン北国へ去る         | 山田正弘                 | 高屋敷英夫 | 山吉康夫                     | 12月19日        |
| 12   | 決闘の朝オスカルは…?         | 杉江慧子                 | -          | 山吉康夫                     | 12月26日        |
| 13   | アラスの風よ応えて…          | 杉江慧子                 | -          | 永丘昭典                     | 1980年 1月9日   |
| 14   | 天使の秘密                   | 篠崎好                   | 関根芳久   | 山吉康夫                     | 1月16日         |
| 15   | カジノの伯爵夫人             | 篠崎好                   | 関根芳久   | 今沢哲男                     | 1月23日         |
| 16   | 母、その人の名は…?           | 山田正弘                 | -          | 山吉康夫                     | 1月30日         |
| 17   | 今めぐり逢いの時             | 山田正弘                 | -          | 永丘昭典                     | 2月6日          |
| 18   | 突然イカルスのように         | 杉江慧子                 | 高屋敷英夫 | 山吉康夫                     | 2月13日         |
| 19   | さよなら、妹よ!              | 杉江慧子                 | さきまくら | 竹内啓雄                     | 2月20日         |
| 20   | フェルゼン名残りの輪舞       | 篠崎好                   | さきまくら | 竹内啓雄                     | 2月27日         |
| 21   | 黒ばらは夜ひらく             | 篠崎好                   | さきまくら | 竹内啓雄                     | 3月5日          |
| 22   | 首飾りは不吉な輝き           | 山田正弘                 | さきまくら | 竹内啓雄                     | 3月12日         |
| 23   | ずる賢くてたくましく!        | 山田正弘                 | さきまくら | 竹内啓雄                     | 3月19日         |
| 24   | アデュウわたしの青春         | 杉江慧子                 | さきまくら | 竹内啓雄                     | 3月26日         |
| 25   | かた恋のメヌエット           | 杉江慧子                 | さきまくら | 竹内啓雄 西久保瑞穂          | 4月2日          |
| 26   | 黒い騎士に会いたい!          | 篠崎好                   | さきまくら | 竹内啓雄 西久保瑞穂          | 4月9日          |
| 27   | たとえ光を失うとも…          | 篠崎好                   | さきまくら | 竹内啓雄 西久保瑞穂          | 4月16日         |
| 28   | アンドレ青いレモン           | 山田正弘                 | さきまくら | 竹内啓雄 西久保瑞穂          | 4月30日         |
| 29   | 歩き始めた人形               | 山田正弘                 | さきまくら | 竹内啓雄 西久保瑞穂          | 5月14日         |
| 30   | お前は光俺は影               | 杉江慧子                 | さきまくら | 竹内啓雄 西久保瑞穂 大賀俊二 | 5月21日         |
| 31   | 兵営に咲くリラの花           | 杉江慧子                 | さきまくら | 竹内啓雄 西久保瑞穂 大賀俊二 | 6月4日          |
| 32   | 嵐のプレリュード             | 篠崎好                   | さきまくら | 竹内啓雄 西久保瑞穂 大賀俊二 | 6月18日         |
| 33   | たそがれに弔鐘は鳴る         | 篠崎好                   | さきまくら | 竹内啓雄 西久保瑞穂 大賀俊二 | 7月2日          |
| 34   | 今"テニス・コートの誓い"     | 山田正弘                 | さきまくら | 竹内啓雄 西久保瑞穂 大賀俊二 | 7月9日          |
| 35   | オスカル、今、巣離れの時     | 山田正弘                 | さきまくら | 竹内啓雄 西久保瑞穂 大賀俊二 | 7月23日         |
| 36   | 合言葉は"サヨナラ"           | 杉江慧子                 | さきまくら | 竹内啓雄 西久保瑞穂 大賀俊二 | 7月30日         |
| 37   | 熱き誓いの夜に               | 杉江慧子                 | さきまくら | 竹内啓雄 西久保瑞穂 大賀俊二 | 8月6日          |
| 38   | 運命の扉の前で               | 篠崎好                   | さきまくら | 竹内啓雄 西久保瑞穂 大賀俊二 | 8月20日         |
| 39   | あの微笑はもう還らない!      | 篠崎好                   | さきまくら | 竹内啓雄 西久保瑞穂 大賀俊二 | 8月27日         |
| 40   | さようならわが愛しのオスカル | 山田正弘                 | さきまくら | 竹内啓雄 西久保瑞穂 大賀俊二 | 9月3日          |
| 41   | ベルサイユのばらと女たち     | 山田正弘 篠崎好 杉江慧子 | -          | 竹内啓雄 大賀俊二            | 9月10日         |

### 幻の第24話「燃えつきたバラの肖像」
キー局である日本テレビのナイター中継枠は1980年シーズンから19:00スタートとなった。本作を遅れネットしていたナイター中継をしていない地域では、プロ野球シーズン開幕により、野球中継による本作の放送休止が生じた際、放送に穴が空くこととなったが、先行ネットを行うとネタバレが起きてしまうため、表向きは「編成上の都合」などと説明し、本来の第24話「アデュウわたしの青春」の内容とは全く異なる打ち切り用の最終回「燃えつきたバラの肖像」が放送された。資料によっては総集編とされることがあるが実際には回想シーンを除く大半が新規作画となっており、本来の3クール目に相当する内容が本編とは異なるスタッフによりダイジェストで描かれている。
「燃えつきたバラの肖像」はその後再放送されることが無く、DVDなどのビデオソフトにも一切収録されていない。
| 話数 | サブタイトル         | 脚本         | 絵コンテ | 演出       | 放送日         |
| ---- | -------------------- | ------------ | -------- | ---------- | -------------- |
| 24   | 燃えつきたバラの肖像 | はざまはじめ | 今切洗   | 高屋敷英夫 | 1980年 3月26日 |

### 放送局
| 放送期間（または、放送体制）   | 放送時間                            | 放送局         | 対象地域       | 備考 |
| ------------------------------ | ----------------------------------- | -------------- | -------------- | --- |
| 1979年10月10日 - 1980年9月3日  | 水曜 19:00 - 19:30                  | 日本テレビ     | 関東広域圏     | 製作局 |
|                                |                                     | 札幌テレビ     | 北海道         | |
|                                |                                     | 青森放送       | 青森県         | 放送当時はテレビ朝日系列とのクロスネット。                                                                |
|                                |                                     | テレビ岩手     | 岩手県         | 1980年3月まではテレビ朝日系列とのクロスネット。                                                           |
|                                |                                     | ミヤギテレビ   | 宮城県         | |
|                                |                                     | 山梨放送       | 山梨県         | |
|                                |                                     | 静岡第一テレビ | 静岡県         | |
|                                |                                     | 中京テレビ     | 中京広域圏     | |
|                                |                                     | 讀賣テレビ     | 近畿広域圏     | |
|                                |                                     | 日本海テレビ   | 鳥取県・島根県 | |
|                                |                                     | 広島テレビ     | 広島県         | |
|                                |                                     | 山口放送       | 山口県         | |
|                                |                                     | 西日本放送     | 香川県・岡山県 | |
|                                |                                     | 高知放送       | 高知県         | |
|                                |                                     | 福岡放送       | 福岡県         | |
|                                |                                     | テレビ大分     | 大分県         | 放送当時はフジテレビ系列、テレビ朝日系列とのクロスネット。                                                |
| 不明                           | 水曜 19:00 - 19:30                  | 南海放送       | 愛媛県         | |
| - 1980年3月29日                | 土曜 17:00 - 17:30                  | 秋田放送       | 秋田県         | 途中打ち切り                                                                                              |
| - 1980年3月29日                | 土曜 18:00 - 18:30                  | 山形放送       | 山形県         | 途中打ち切り                                                                                              |
| 1979年10月18日 - 1980年3月27日 | 木曜 18:00 - 18:30                  | 福島中央テレビ | 福島県         | 放送当時はテレビ朝日系列とのクロスネット 第24話「燃えつきたバラの肖像」で打ち切り                         |
| 1986年5月23日 - 8月11日        | 月曜 - 金曜 17:00 - 17:30           | 福島放送       | 福島県         | テレビ朝日系列 継続地域の第24話「アデュウわたしの青春」と第25話以降を放送                                 |
| - 1980年3月27日                | 木曜 18:30 - 19:00                  | 新潟総合テレビ | 新潟県         | 現・NST新潟総合テレビ 放送当時はフジテレビ、日本テレビ、テレビ朝日系列のトリプルネット 途中打ち切り       |
| 1979年10月13日 - 1980年3月29日 | 土曜 17:00 - 17:30                  | 北日本放送     | 富山県         | 1980年3月29日放送の第24話「燃えつきたバラの肖像」で打ち切り。後番組は『ドラえもん』                       |
| 1979年10月15日 - 1980年3月31日 | 月曜 17:30 - 18:00                  | 北陸放送       | 石川県         | TBS系列 途中打ち切り                                                                                      |
| 1979年10月19日 - 1980年3月28日 | 金曜 18:00 - 18:30                  | 福井放送       | 福井県         | 放送当時は日本テレビ系列単独加盟。 途中打ち切り。                                                         |
| 1979年10月15日 - 1980年3月31日 | 月曜 17:30 - 18:00                  | 信越放送       | 長野県         | TBS系列 途中打ち切り。                                                                                    |
| - 1980年3月31日                | 月曜 18:30 - 19:00                  | テレビ長崎     | 長崎県         | 放送当時はフジテレビ系列、日本テレビ系列のクロスネット 途中打ち切り                                       |
| - 1980年3月24日                | 月曜                                | 熊本放送       | 熊本県         | TBS系列 途中打ち切り                                                                                      |
| 1979年10月19日 - 1980年3月28日 | 金曜 19:00 - 19:30                  | 鹿児島テレビ   | 鹿児島県       | 放送当時はフジテレビ、日本テレビ、テレビ朝日系列のトリプルネット 第24話「燃えつきたバラの肖像」で打ち切り |
| 遅れネット                     | 日曜 17:15 - 17:45→日曜 8:30 - 9:00 | 沖縄テレビ     | 沖縄県         | フジテレビ系列                                                                                            |

### ネット配信
YouTubeの「TMSアニメ公式チャンネル」から、次の配信が行われている。
- 2019年4月24日から第1話のみを常時配信。
- 2021年11月26日から第1話 - 第4話をまとめて常時配信。2019年配信版も並行して配信。
- 2025年の劇場版公開を記念して、同年1月17日より全40話を5話ずつにまとめ、毎週金曜19:00（JST）に1週間の期間限定で配信。この間、先述の常時配信も引き続き継続。

| 配信話 | 配信話 | 配信期間   | 配信期間   |
| ------ | ------ | ---------- | ---------- |
| 01     | 05     | 2025.01.17 | 2025.01.24 |
| 06     | 10     | 2025.01.24 | 2025.01,31 |
| 11     | 15     | 2025.01.31 | 2025.02.07 |
| 16     | 20     | 2025.02.07 | 2025.02.14 |
| 21     | 25     | 2025.02.14 | 2025.02.21 |
| 26     | 30     | 2025.02.21 | 2025.02.28 |
| 31     | 35     | 2025.02.28 | 2025.03.07 |
| 36     | 40     | 2025.03.14 | 2025.03.21 |

- なお第20話は「燃えつきたバラの肖像」ではなく、「アデュウわたしの青春」を配信した。

| 日本テレビ系列 水曜19:00枠                                       | 日本テレビ系列 水曜19:00枠                         | 日本テレビ系列 水曜19:00枠                                   |
| 前番組                                                           | 番組名                                             | 次番組                                                       |
| ---------------------------------------------------------------- | -------------------------------------------------- | ------------------------------------------------------------ |
| NTVザ・ヒット! ピンク百発百中 （1978年10月11日 - 1979年9月26日） | ベルサイユのばら （1979年10月10日 - 1980年9月3日） | 鉄腕アトム（アニメ第2作） （1980年10月1日 - 1981年12月23日） |

## 劇場版アニメ（第1作）
テレビアニメ版の再編集作品で、当初はビデオ作品として1987年5月21日に発売された。マリー・アントワネット役の上田など継続している者もいるが声優を変更して新たに収録し直している。その後、フランス革命200周年の翌年に当たる1990年に公開されている。

### キャスト
- オスカル - 戸田恵子
- アンドレ - 水島裕
- マリー・アントワネット - 上田みゆき
- フェルゼン - 富山敬
- ジャンヌ - 吉田理保子
- ルイ16世 - 井上和彦
- ジャルジェ将軍 - 内海賢二
- ベルナール - 野島昭生
- アラン - キートン山田
- ロベスピエール - 池水通洋
- ばあや - 梨羽由紀子
- 語り手 - 武藤礼子

### スタッフ
- 監督 - こだま兼嗣、竹内啓雄
- 製作 - 藤岡豊
- プロデューサー - 加藤俊三
- 原作 - 池田理代子
- 脚本 - 山田正弘、篠崎好、杉江慧子
- 企画 - 梅谷茂、山本又一朗
- キャラクターデザイン - 姫野美智
- 作画監督 - 荒木伸吾
- 撮影 - 高橋宏固
- 音楽 - 馬飼野康二
- 美術 - 水谷利春、窪田忠雄、川井憲
- 録音 - 山田悦司
- 構成 - 竹内啓雄

## 劇場版アニメ（パイロット版）
2007年3月、東京国際アニメフェア2007にて、「ベルサイユのばら LA ROSE DE VERSAILLES」が上映された。登場人物にセリフはなく、全編にYOSHIKI作曲の楽曲が流れる5分弱の映像である。映像の最後に“劇場公開予定”の文字が記された。しかし、公開時期やキャストなど、詳細についての情報はその後何年も明らかにされなかった。

### スタッフ
- 原作 - 池田理代子
- 脚本 - 横手美智子
- 監督 - 井上栄作
- 作画 - 窪秀巳
- 音楽 - YOSHIKI
- 美術 - 行信三
- アニメーション制作 - 東映アニメーション[100]

## 劇場版アニメ（2025年版）
2007年のパイロット版公開から15年が経過した2022年9月、劇場版アニメの制作が正式に発表された。製作はベルサイユのばら製作委員会、配給はエイベックス・ピクチャーズ。
2025年1月31日、劇場アニメ「ベルサイユのばら」が公開された。

### キャスト（2025年版）
- オスカル・フランソワ・ド・ジャルジェ - 沢城みゆき[105]
- マリー・アントワネット - 平野綾[105]
- アンドレ・グランディエ - 豊永利行[105]
- ハンス・アクセル・フォン・フェルゼン - 加藤和樹[105]
- アラン・ド・ソワソン - 武内駿輔[105]
- フローリアン・ド・ジェローデル - 江口拓也[105]
- ベルナール・シャトレ - 入野自由[105]
- ルイ16世 - 落合福嗣[105]
- ジャルジェ将軍 - 銀河万丈[105]
- マロン・グラッセ・モンブラン（ばあや）- 田中真弓[105]
- ノアイユ伯夫人 - 平野文[105]
- ルイ15世 - 大塚芳忠[105]
- ロザリー - 早見沙織[105]
- ダグー大佐 - 山野井仁[105]
- ブイエ将軍 - 大塚明夫[105]
- ジャルジェ夫人 - 島本須美[105]
- ロベスピエール - 小野賢章[105]
- ルイ・ジョゼフ - 徳井青空[105]
- マリー・テレーズ - 田中美海[105]
- ラサール - 田丸篤志[105]
- ジャン - 山下大輝[105]
- フランソワ - 鈴木裕斗[105]
- ピエール - 寺島惇太[105]
- ド・ゲメネ - 高木渉[105]
- ド・ローネー - 近藤浩徳[105]
- ナレーション - 黒木瞳[105]

### スタッフ（2025年版）
- 原作 - 池田理代子
- 監督 - 吉村愛
- 脚本 - 金春智子
- キャラクターデザイン - 岡真里子
- 美術監督 - 中村豪希
- 美術設定 - 草森秀一、新林希文
- 銃器デザイン - 秋篠Denforword日和
- 音楽プロデューサー - 澤野弘之
- 音楽 - 澤野弘之、KOHTA YAMAMOTO
- 3DCGディレクター - 野本郁紀
- 編集 - 坂本久美子
- アニメーションプロデューサー - 川越恒、野田楓子
- アニメーション制作 - MAPPA
- 製作 - 劇場アニメベルサイユのばら製作委員会
- 配給 - TOHO NEXT、エイベックス・ピクチャーズ
- 後援 - 在日フランス大使館、アンスティチュ・フランセ日本
- 予告映像音楽 - 「The rose of Versailles」（作詞：藤林聖子 / 作曲・編曲：澤野弘之）

### 主題歌（2025年版）
『Versailles - ベルサイユ -』
作詞・作曲・歌 - 絢香 / 編曲 - UTA

### コラボレーション
佐賀県
佐賀県の情報発信プロジェクトの一環として、劇場版アニメとのコラボプロジェクト「ベルサイユのさがーばらを訪ねて佐賀県へー（ベルさが）」を2025年1月28日より開始し、佐賀県産品を中心とした情報発信を日本全国向けに行う。オスカル、マリー・アントワネット、アンドレ、フェルゼンの4人が「ばら」を訪ねて佐賀県を旅するというオリジナルストーリーを軸に展開される。
ベルク
食品スーパーマーケットチェーンのベルクでは、自社の電子マネーサービス「ベルクペイ」利用者向けのキャンペーンを開催するほか、「ベルク豚バラ丼（略称『ベルばら』）」の販売を行う。
ヒルトン東京お台場
『ベルサイユのばら』をイメージしたスイーツなどを提供する「ベルサイユのばらSpecial Afternoon tea」を2025年2月14日より開催する。
A3!
2025年2月よりゲーム内コラボが実装予定。
サンリオキャラクター
オスカル衣装のハローキティなどのマスコットグッズがガシャポンとして販売される。
パパブブレ
キャラクターの紋章やブローチを再現したキャンディとグミのセット、キャラクターをイメージしたローズフレーバーのロリポップキャンディを販売する。

## Webアニメ
『チャンネル5.5』は、DLE製作によるカロリーメイトをスポンサーに名作漫画を原作無視でアニメ化する「名作マンガ コラボプロジェクト！」第4弾として配信されたFLASHアニメ。全4話。

### 各話リスト
| 話数 | サブタイトル       | 配信日          |
| ---- | ------------------ | --------------- |
| #01  | ベルサイユのマリモ | 2014年 11月17日 |
| #02  | ベルサイユの微生物 | 12月2日         |
| #03  | 居酒屋のばら       | 12月24日        |
| #04  | ベルサイユの恩人   | 12月26日        |

## モーションコミック
シフトワンが運営する「ENSOKU」にて、漫画のイメージをそのままに、オールカラー化や特殊効果、BGMを加え、人気声優を多数起用して、モーションコミック化された。オスカルを朴璐美、マリー・アントワネットを潘めぐみが担当した。2015年7月2日から2016年1月14日にかけて全29話配信。
前述のモーションコミックとは別に、同社のアフレコアプリ「SAY-U」内で「ベルばら×細谷佳正×あなた アフレコ共演祭り」という企画が2015年6月26日から期間限定で開催され、動画内の1キャラクターに自分の声を吹き込み、他ユーザーが演じた別キャラクターの音声と合わせて動画を作成するという趣旨の本アプリにおいて、アフレコ用の素材として「ベルサイユのばら」の名場面の数々がモーションコミック化されており、細谷佳正が演じる副主人公アンドレのセリフに合わせて、オスカルになりきってアフレコ共演することができた。

## 実写版映画
詳細は「ベルサイユのばら (映画)」を参照
1979年3月公開の実写映画。主演は国籍にこだわらないオーディションを行い、オスカル役はイギリス人の新人女優が抜擢された。アンドレ役もイギリス人、マリー・アントワネット役は史実どおりのオーストリア人女優である。
日本語字幕は池田理代子が担当。監督にジャック・ドゥミ、音楽にミシェル・ルグラン。フランス政府の協力によりヴェルサイユ宮殿での撮影が特別に許可された。総制作費10億円に対して配給収入9億3000万円と、TV特番まで組んだほどの大キャンペーンに見合うほどの成績があげられなかった。ロザリーはジャルジェ家とは関わりを持つことなく、オスカルは戦わずにアンドレと共に一平民として革命に参加し、ラストははぐれたアンドレを探してオスカルが群集にまぎれるシーンで終わる等、ストーリー展開は原作と大幅に異なる。佐藤忠男は『キネマ旬報』別冊で、描写の迫力不足を指摘し、この原作をこんなに照れくさそうに演出されたのでは日本人には楽しめないと批判している。

### キャスト
カッコ内は、1980年10月8日に日本テレビの『水曜ロードショー』で放送された時の吹き替えキャスト。2018年発売のDVD/BDに収録。
- オスカル - カトリオーナ・マッコール（汀夏子）
- オスカル（幼年時代） - パッツィ・ケンジット
- アンドレ - バリー・ストークス（堀勝之祐）
- マリー・アントワネット - クリスティーネ・ベーム（小原乃梨子）
- フェルゼン - ジョナス・ベリシュトルーム（井上真樹夫）
- レニエ・ド・ジャルジェ - マーク・キングストン（宮川洋一）
- ジェローデル伯爵 - マーティン・ポッター
- ロザリー・バロア - シェラ・マクロード（土井美加）
- ロザリーの母 - カディーヌ・コンスタン（鈴木れい子）
- ルイ16世 - テレンス・バッド（増岡弘）
- マクシミリアン・ロベスピエール - クリストファー・エリソン（仲木隆司）
- ポリニャック伯夫人 - スー・ロイド（翠準子）
- ルイ・ド・ローアン大司教 - グレゴリー・フロイ（加藤正之）
- ブイエ将軍 - ジョルジュ・ウィルソン（藤本譲）
- バスティーユ守備隊兵士 - ランベール・ウィルソン

### スタッフ
- 製作 - 山本又一朗
- 製作総指揮 - アニエス・ヴァルダ
- 監督 - ジャック・ドゥミ
- 脚本 - ジャック・ドゥミ、パトリシア・ルイジアナ・ナップ
- 音楽 - ミシェル・ルグラン
- 美術 - ベルナール・エヴァン
- 製作 - キティ・ミュージック・コーポレーション
- 提供 - 資生堂、日本テレビ放送網、東宝株式会社

### エピソード
タイアップは資生堂。同社は1979年春の化粧品キャンペーンに本作の主演であるカトリオーナ・マッコールを起用し、オスカルの劇的な人生を象徴した「劇的な、劇的な、春です。レッド」というコピーで展開した。
資生堂の競合社であるカネボウ化粧品は同時期、化粧品キャンペーンにオリヴィア・ハッセーを起用し「きみは薔薇より美しい。」というコピーで展開した。口紅の商品名もバラにちなんだ「スーパーローズ」だった。同社は否定しているが、この「薔薇」は『ベルサイユのばら』を指しているとされ、資生堂に対抗した格好となった。

### その他
- 木曜スペシャル（日本テレビ） - 公開前の1980年2月22日に、試写会の模様を生中継する『あの"ベルばら"が映画になった!ベルサイユのばら大試写会』を放送した。司会は福留功男（当時：日本テレビアナウンサー）と水前寺清子。

## イメージソング
漫画のイメージソングとして製作されたレコードの収録曲。
- 「ベルサイユのばら」「愛しのオスカル」「愛のちかい」
  - 3曲共に、作詞：山口洋子、作曲：鈴木邦彦、編曲：馬飼野康二、歌：JOHNNYS' ジュニア・スペシャル
  - シングル「ベルサイユのばら/愛しのオスカル」CBS・ソニー、規格品番：SOLB-215、シングル「愛のちかい/白鳥」CBS・ソニー、規格品番：SOLB-276に収録

## ドラマCD
- ベルサイユのばら ドラマCD vol.1 －忘れ得ぬ人・オスカル－（2003年7月21日発売） GPCV-1001
- ベルサイユのばら サウンドシアター・ドラマCD（2010年4月22日発売） BJCA-151
- ベルサイユのばらII サウンドシアター・ドラマCD（2010年8月26日発売） MOMO-8002
- ベルサイユのばらFIN サウンドシアター・ドラマCD（2010年12月23日発売） MOMO-8006

## 梅田コマ劇場ミュージカル版
1975年4月3日から16日まで、梅田コマ劇場（現・梅田芸術劇場）にて上演された。ミュージカル・ロマン『ベルサイユのばら』全二幕十五場。
宝塚初演の成功を受け、俳優女優の出演によって制作されたミュージカル。
大人の恋愛劇の趣きが強く、フェルゼンとアンドレをにしきのあきら（現・錦野旦）が一人二役で演じるなど独特の演出がなされたが、公演期間は2週間に満たなかった。

### キャスト
- フェルゼン伯爵・アンドレ - にしきのあきら
- オスカル近衛大尉 - 森田日記
- アントワネット王妃 - 奈美悦子
- ポリニャック伯爵夫人 - 西尾美恵子
- 吟遊詩人 - 友竹正則
- ロザリー - 純アリス
- アラン伍長 - 林ゆたか
- ルイ十六世 - 大橋壮多
- ロベスピエール - 早崎文司
- ベルナール - 安藤直樹
- ジャルジェ将軍 - 松本徳二
- シャルロット - 久里和代
- ローズ・ベルタン - 五月圭子
- オスカルの乳母 - 三角八重
- ロザリーの母 - 前川美智子
- ノワエル夫人・踊る女 - 大島久里子
- シャルル王子 - 吉村仁美
- 酒場のおやじ - 泉祐介
- テレーズ王女 - 京まいこ

### スタッフ
- 脚本・演出 - 竹内伸光
- 音楽 - 中村八大
- ナレーター - 中山仁
- 制作 - アイエスプランニングセンター

## ベルばらKids
2005年10月から2013年3月30日まで、朝日新聞土曜日別冊朝刊『be on Saturday・エンターテインメント』に連載された池田作画の4コマ漫画とコラムから成るミニコーナー。本編から32年ぶりの漫画化である。4コマ漫画はギャグテイストになっており、オスカル達が現代日本の視点でストーリーを展開するなど、『ベルばら』本編のパロディ的側面も持った独自の内容。ルイ16世が相撲好きであるなど、独自の設定も存在する。アンドレの母など、本編には登場しなかったキャラクターも登場。キャラクターは全員が3頭身だが、例外的にオスカルとアンドレとフェルゼンが通常頭身で登場したことがある。連載開始から2009年4月までは毎回2作の漫画が掲載されていたが、以降は1作のみ掲載。2012年4月7日以降からは、赤beから青beに移動し、同時に初期からコラムに使用していた原作のイラストが削除となった。単行本化され、2012年11月24日分までを収録した7巻までが発売されている。2巻では懸賞プレゼント。4巻から6巻まで初回特典が追加された。のち2016年4月7日に、朝日新聞出版で『ベルばらKids』（朝日文庫 上・下）が刊行された。

### Kids限定キャラクター
作者
漫画本編では「作者」と呼ばれているが、コラムでは池田の名前を挙げている。登場は身体の一部、本人は登場していないが漫画内で実際にあったイベントでどこに登場したのかをコラムで解説されたり、東日本大震災後の漫画では最初から最後まで登場し出展するイベントでのイラストの販売宣伝まで行っていた。

### Kids独自設定
オスカル
ル・ルーが憧れる宝塚音楽学校に興味を抱き、入学試験まで受けている。しかし、年齢詐称で落ちてしまった。本作のみ、バラが好きな食べ物となっている。
アンドレ
オスカルと踊りたいがために、しばしば女装をしている。黒髪のロングヘアであり、なかなかの美人である。
ル・ルー
宝塚音楽学校やハンカチ王子など複数のものに憧れを寄せている。また宇宙人のような子どもと時折邂逅を果たしている。
ルイ16世
前述の通り、かなりの相撲好き。それが長じてベルサイユの一角にこっそりとマイ土俵を作ってしまったほどである。
ベルナール
花粉症持ち。また犬好きという設定。元ネタはオスカルに対して、王妃の犬めと叫んだことによるもの。
ジェローデル
かなりの猫好き。猫のために毛糸玉や炬燵を調達、果ては自宅をリフォームまでしてしまう。オスカル・アンドレ・アランからの誕生日プレゼントは、全て同じ猫のカレンダーであった。
ロベスピエール
お忍びで酒場へやってきたルイ16世の正体に全く気づかず、意気投合してしまう。
サン・ジュスト
原作の「男装の麗人」が飛躍して、完全に少女に間違われ、誕生日に大量に女物の洋服を贈られている。その後、オスカルにどうすれば男らしく見えるのかという、ややこしい相談をしていた。
デュ・バリー伯夫人、ポリニャック伯夫人、ジャンヌ
原作では同じ場面に登場することもなかったが、ベルサイユのばら三大悪女と称され、事あるごとに相まみえ、衝突する。結果的に3人とも痛い目にあうことが多い。

## 英訳版
1981年に三友社出版が全7作の英訳版の刊行を企画し、同年7月にThe Rose of Versailles Vol.1、11月にThe Rose of Versailles Vol.2 が発行されたが、以後、企画が頓挫しており、復刊ドットコムなどでファンから完結が待ち望まれている。訳者は、『ニッポンマンガ論 ― 日本マンガにはまったアメリカ人の熱血マンガ論』（マール社、1998年）などの著者フレデリック・L. ショット。

## ゲーム

### モバイルゲーム
『ベルサイユのばらif 〜幻想の日々〜』 のタイトルで、ビジュアライズから携帯電話向けにソーシャルゲームが提供された。ジャンルは恋愛シミュレーションゲーム。2011年10月4日よりGREEに（フィーチャーフォン・スマートフォン両対応）て配信された後、同年12月20日よりフィーチャーフォン用のmixiゲームからもサービスが提供され、こちらも翌年3月にはスマートフォンに対応している。
オスカルの屋敷に住みこむことになる少女がプレイヤーの分身となってシナリオが進むノベルゲームで池田理代子プロダクションの監修のもと新たに書き起こした「if」の物語となっていた。

### コンシューマーゲーム
『私立ベルばら学園 〜ベルサイユのばらRe*imagination〜』 のタイトルで、オトメイトおよびアイディアファクトリーからNintendo Switch向けに2019年5月23日に発売された。ジャンルはアドベンチャーゲーム。
ただし、ベルサイユのばらをモチーフとし原作として表記されているだけで、ベルサイユのばらの登場人物をあくまでもイメージした個性的なキャラクター達が通う有名私立学校「ベルローズ学園」を舞台に、愛と青春の部活劇が描かれている。

## パチンコ
- 2004年からエース電研（2015年からは、筆頭株主の西陣）によりパチンコシリーズが発売され店舗に置かれている。
  - 2004年6月、『CRベルサイユのばら』が設置された。
  - 2006年8月、『CRベルサイユのばらII』が発表され[127][128]、同年9月に設置された。
  - 2009年5月、『CRベルサイユのばらIII 薔薇は美しく散る』が発表され[129][130]、同年6月に設置された。
  - 2012年5月、『CRベルサイユのばら 薔薇の運命』が発表となった[131][132]、同年7月に設置された。
  - 2015年11月、『CRベルサイユのばら 遙かな時を超えて』が発表され[133][134]、同年12月に設置された。
    - 2016年2月、先行機の甘デジスペック『CRAベルサイユのばら 遙かな時を超えて』が発表され[135]、同年3月に設置された。

  - 2018年11月、『Pベルサイユのばら〜革命への序曲〜』が発表され[136][137]、同年12月に設置された。
    - 2019年3月、先行機の追加スペック『Pベルサイユのばら〜革命への序曲〜GLB』が発表され[138]、同年5月に設置された。

## その他
- 宝塚歌劇団で舞台初演されたころはテレビの取材が殺到し、タカラヅカブームの火付け役となる[139]。2022年7月16日にはNHK総合テレビジョンの教養番組『アナザーストーリーズ 運命の分岐点』にて「ベルサイユのばら オスカルになりたかった私たち」のテーマで、当時を振り返る番組が放送され、原作者の池田、オスカル役の榛名由梨らへのインタビューが行われた。
- 2022年には東京・大阪（他巡回予定）にて、「誕生50周年記念・ベルサイユのばら展-ベルばらは永遠に-」が行われ、初公開を含む池田の原画、舞台衣装、その他各種資料展示を行う予定である。
- テレビアニメ版放送開始直前の1979年9月17日に放送された『ルパン三世』第101話「ベルサイユは愛に燃えた」にオスカル（声優：二木てるみ）が登場する。この話はルパン三世100回記念のシナリオ公募作品であった（アンドレがマリー・アントワネットの怒りを買って石化の秘薬で石にされているストーリー。詳細は「ベルサイユは愛に燃えた」参照）。
- 2000年、ヴィジュアル系ロックバンド・LAREINEが、アニメ版の主題歌「薔薇は美しく散る」をカバー。原作者の池田理代子もコーラスで参加。初回限定盤のジャケットイラストには池田の描き下ろしLAREINEのイラストが描かれている。
- 連載当時にはオスカルのファンクラブも結成されていた。『ばらベルサイユ』という機関誌が発行されており、現在ではその一部を2002年発行の『ベルサイユのばら大事典』で見ることができる[注釈 44]。
- 本作ではオスカルの死後、バスティーユ陥落からアントワネットの処刑までが10回の連載となっているのは、一番人気のオスカルが退場することによって人気が落ちることを懸念した編集部の意向によるものであったと作者自身が明らかにしている[140]。
- 原作者の池田理代子はテレビアニメ版のビデオを購入はしたものの、「眼が疲れる」という理由で一度も通して見たことがない。また、人づてに聞いたアランのその後が気に入らず、後に自身の作品「エロイカ」に登場させるきっかけとなった[140]。
- オスカルを男装の麗人として描いた理由は、男性心理が理解できないのに、革命時に市民の側に立った衛兵隊の隊長を描くための苦肉の策だったと原作者は語っている[141]。
- 1979年公開の実写映画版のキャスティングに際し、オスカル役として、女優の岸恵子がフランスの映画監督イヴ・シャンピとの間に儲けた娘、デルフィーヌ=麻衣子・シャンピ（当時14歳）の名前が挙がった。母譲りの美貌とフランス語と日本語が堪能であることが大きな理由であった。当時、資生堂海外担当であった常務の大野良雄（のちに社長就任）が岸の住むパリまで足を運び、出演を依頼。岸も乗り気だったが、麻衣子本人が「絶対に女優にはならない」とあっさり断ってしまった[142]。
- 宝塚歌劇団出身の元女優・美雪花代が、競走馬の牧場・三城牧場を、前夫の死去に伴い経営を引き継ぐにあたり、「ベルサイユのばら」に由来する「ヴェルサイユファーム」に社名を改めた[143]。
- 2024年11月15日に千葉県柏市が市制70周年を迎えることを記念し、「ベルサイユのばら」デザインのマンホールを設置したと発表した。

## 関連商品
- 1923年（大正12年）、森永製菓の主力商品である「森永ビスケット」シリーズのひとつ『マリー』は、菓子好きであったアントワネットが宮廷内に菓子用の焼き窯を造らせ、特に優れた風味のビスケットのレシピに自分の名をつけていたという逸話からその名を拝借した商品[144][145]。2023年には『マリー』発売から100周年を記念し、コラボレーション企画を行い特別限定パッケージを発売した[146]。
- 2006年の春にタキイ種苗から「ベルサイユのばら」と名付けられたペチュニアの新品種が発売されている。また発売記念グッズにベルばらのイラストが使われた。
- 2008年、バンダイの化粧品ブランド「Creer Beaute（クレアボーテ）」において「ベルサイユのばらシリーズ」を展開[147]。アイライナーやマスカラに続いてパックや入浴剤、2012年にはコラーゲンドリンクも発売されている。
- 2009年、バンダイより万歩計「遊歩計 ベルサイユのバラ 〜歩いて自分革命 生まれてきてよかった!!〜」発売。
- 2010年、大和葡萄酒から「ベルサイユのばら」オスカル・スパークリングワインが発売された。
- 2010年11月、集英社より「ベルサイユのばらカルタ」発売。
- 2011年11月、湖池屋「すっぱムーチョ」（バラ香るビネガー味・さっぱり梅味・さっぱりビネガー味）のパッケージにバラを銜えたオスカルのイラストが採用された。
- 2011年6月10日、日本郵政が発行した記念切手「アニメ・ヒーロー・ヒロインシリーズ」の 第16集に「ベルサイユのばら」が採用された[148]。1,500万枚限定。姫野美智が描き下ろしている。
- 2012年3月16日、京成バラ園芸からフランスの育種業者メイアン社が開発した「ベルサイユのばら」と名付けられたバラの新品種が発表された。同日より、同社ECサイトにて先行予約を開始したが、わずか1日で完売となった。5月12日に第14回国際バラとガーデニングショウ（西武ドーム）にて、一般公開された[149]。
  - 2014年3月14日、「ベルサイユのばらシリーズ」として、主要キャラ（オスカル、アントワネット、アンドレ、ロザリー、フェルゼン）をイメージした新種のバラ5種を発表した[150]。千葉県八千代市の京成バラ園には6品種のバラが植えられ、オスカルとマリー・アントワネットの等身大パネルが展示された「ベルばらのテラス」という区画がある。
  - 2016年4月、ベルサイユのばらシリーズの1品種であるオスカル・フランソワの香りを再現した化粧水とハンドクリームが発売された[151]。
- 2012年8月、婦人下着メーカーピーチジョンがアントワネットを2012年秋のイメージキャラクターに起用。ロココ時代の女性美にオマージュを捧げた「エアボムトリニティブラ」を発売。
- 富山産コシヒカリのパッケージに採用されている。
- 他にもガイドブックやぬり絵、初級者向けフランス語参考書 など数多くコラボレーションしている。また台湾ではアニメ全話収録・吹き替え付きのDVD-BOXが発売されている。
- 2013年11月24日、第1回ベルサイユのばら検定が開催[152]。検定に合わせて公式問題集が発売された[153]。
- 2014年5月、エステティックサロン「ソシエ」とタイアップ、『オスカルとアントワネットの美的生活2014』と銘打ち、“美の革命”「マリー アントワネットコース」「オスカルコース」を発売（期間限定）。また特設サイトにはweb限定の漫画も掲載されている。
- 2016年11月15日、LINEの展開するゲームサービス「LINE GAME」の3マッチパズルゲーム「LINE ポコポコ」で期間限定でコラボレーションを実施した。コラボステージやBINGOステージ、宝袋ステージを開催した他、各イベントのクリア報酬もしくはプレミアムガチャから『ベルサイユのばら』のキャラクターにポコタが扮した「ポコオスカル」「ポコマリー」を仲間にできたり、限定LINEスタンプを配信[154]。
- 2017年3月18日から5月31日にかけてキャラウムカフェにてコラボカフェを開催し[155]、店内装飾やフードメニュー、グッズ販売など行った。
- 2017年5月1日、「日清のどん兵衛 東西食べ比べ」とコラボレーションし、限定パッケージの商品が期間限定で発売された[156]。
- 2018年9月3日、赤城乳業のアイスブランド「Premil（プレミール）」の商品「プレミールモンブラン〜濃厚マロン仕立て〜」とコラボレーションし、キャンペーンに起用された[157]。
- 2019年、ベルサイユのわた 家庭用の高性能油吸着材。ナノファイバー技術と『ベルサイユのばら 池田理代子プロダクション』がコラボレーション。名前の由来は、ベル採油（さいゆ・あぶらをとる）から。
- 2020年、中央クリニックグループがコラボしプロモーションを展開。2021年3月22日からはその第2弾として「美容医療で叶える！華麗なるエイジングケア」プロジェクトを実施し、主要キャラクターであるオスカル・アンドレ・フェルゼンの3人が、ドクター役として白衣姿になった[158]。
- 2022年3月31日発売の雑誌「昭和45年女・1970年女」Vol.6の表紙を飾る。また、本誌14ページより6ページにわたり「祝・連載開始50周年！！『ベルサイユのばら』で池田理代子が起こした女の革命」と題した特集が組まれ、作者の池田のスペシャルインタビュー記事が掲載されている。
- 2022年9月26日、バンダイから大人向けアルコール入り菓子商品「ベルサイユのばら 至極の一粒 ワイングミ」が発売された。発売に先駆けて、同年9月17日より東京シティビュー（六本木ヒルズ森タワー52F）にて開催された「誕生50周年記念 ベルサイユのばら展－ベルばらは永遠に－」にて先行発売されている[159]。
- 2024年5月2日より創味食品「だしのきいたまろやかなお酢」とコラボ企画開始[160]。